# Panzer III
Il Panzer III, abbreviazione del nome completo Panzerkampfwagen III, il cui numero d'identificazione dell'esercito tedesco era Sd.Kfz. 141, fu un carro armato medio della seconda guerra mondiale.
Fu progettato alla luce delle esperienze raccolte con l'impiego dei Panzer I e II e, secondo i piani dello stato maggiore generale tedesco, divenne per alcuni anni il principale carro armato delle Panzer-Division creato espressamente come mezzo anticarro per contrastare i veicoli blindati avversari, ruolo che ricoprì con successo dal 1940 al 1942. Il Panzer III, migliorato nel corso del tempo con il potenziamento dell'armamento principale e l'ispessimento della corazzatura, costituì nella prima parte della seconda guerra mondiale il nucleo centrale e il punto di forza delle Panzer-Division tedesche che estesero il dominio della Germania nazista su gran parte dell'Europa. La versione J, dotata di un cannone da 50 mm lungo 60 calibri (L/60), fu in grado di contrastare anche mezzi più potenti, dimostrando che nel combattimento tra carri era fondamentale disporre di un armamento ad alta velocità iniziale.
Tuttavia a partire dal 1943 il Panzer III fu progressivamente superato dall'introduzione di veicoli nemici più corazzati e dotati di armamento pesante; la Wehrmacht preferì quindi ritirarlo dalla prima linea nella seconda parte della guerra e impiegare nuovi carri più potenti per contrastare la crescente superiorità numerica e tecnica degli Alleati.

## Storia

### Sviluppo
Dopo la decisione del governo tedesco di riprendere la costruzione di mezzi corazzati, nella primavera del 1935 l'Heereswaffenamt ("Ufficio armamenti dell'esercito") emise le specifiche per due tipi di carro che avrebbero dovuto costituire il principale equipaggiamento delle divisioni corazzate già formate e di quelle future. Il progetto basilare fu studiato dal generale Heinz Guderian, a capo della 2. Panzer-Division: il primo mezzo sarebbe stato destinato alla distruzione dei blindati avversari, mentre il secondo avrebbe appoggiato l'avanzata delle fanterie. Furono rispettivamente chiamati Zugführerwagen, ovvero "carro per comandante di plotone" (abbreviato in ZW - il Panzer III) e Bataillonführerwagen, ovvero "carro per comandante di battaglione" (abbreviato in BW - il Panzer IV).
Le specifiche per il primo veicolo (ZW) erano le seguenti:
- peso massimo di 15 tonnellate;
- trazione cingolata;
- velocità massima di 40 km/h;
- equipaggio di cinque uomini;
- corazzatura più spessa sul lato anteriore;
- cannone da 37 mm in torretta rotante quale armamento principale, mitragliatrice leggera come armamento secondario;
- dotazione di radio per comunicazioni a media distanza

Per mantenere segreto il nuovo progetto, in quanto il trattato di Versailles impediva alla Germania di sviluppare mezzi bellici moderni, si usò la denominazione Versuchskraftfahrzeug 619, Mittlerer Traktor ("Prototipo 619 di trattore medio"); più tardi fu coniata la designazione 3,7 cm Geschütz-Panzerwagen. Fin dall'inizio si ebbe però una disputa tra l'ispettore per le truppe meccanizzate, che premeva per l'installazione di un cannone da 50 mm, e l'Ufficio armamenti, che riteneva sufficiente il pezzo d'artiglieria scelto, anche perché la fanteria era equipaggiata della stessa arma anticarro (il 3,7 cm PaK 36), evitando così i problemi logistici legati all'uso di due tipi diversi di munizionamento. Alla fine fu raggiunto un compromesso montando il 37 mm, ma progettando l'anello di rotolamento della torretta per sostenere anche il peso di cannoni più grandi. A partire dal 1938, infatti, ebbero inizio gli studi per l'installazione del cannone da 50 mm. Risolta la questione, lo stesso anno furono inviati gli ordini per la costruzione dei prototipi alla MAN AG, Daimler-Benz, Rheinmetall e Krupp: numerosi collaudi furono condotti tra il 1936 e il 1937 a Kummersdorf-Gut, Ulm, Sennelager, Döllersheim e, per quello che riguarda il cannone, a Meppen, al termine dei quali venne selezionato il disegno proposto dalla Daimler-Benz.

### Produzione
Le ditte preposte alla costruzione dei Panzer III in tutte le sue versioni erano la Alkett, la Daimler-Benz, la FAMO, la Henschel & Sohn, la MAN AG, la MIAG, la Waggonfabrik Wegmann e la MNH: la fabbricazione durò dalla fine del 1936 all'agosto 1943 e totalizzò 5 733 esemplari o 5 691 esemplari.

### Impiego operativo
I vari modelli di Panzer III furono utilizzati in combattimento in gran numero fino alla seconda metà del 1943, quando il progetto era già stato ampiamente superato dai carri armati alleati e sovietici; diversi esemplari sopravvissuti continuarono comunque a prestare servizio anche nell'ultimo anno e mezzo di guerra, spesso con compiti nelle retrovie. Tra gli Alleati era noto come Mark III o Mk III nella forma abbreviata ("modello III"), termine coniato dai britannici.

#### Polonia e Norvegia
Al 20 gennaio 1938 l'esercito tedesco aveva in carico un totale di ventitré Panzer III di tutte le versioni fino ad allora uscite dalle fabbriche. Alla fine del marzo dello stesso anno i Panzer III in servizio erano aumentati a quarantadue. L'organizzazione teorica dei Panzer III prevedeva di assegnarne sei a ogni reggimento corazzato, cioè un plotone di tre carri per ogni compagnia.
Il 1º settembre 1939, con l'invasione tedesca della Polonia, ebbe inizio la seconda guerra mondiale. A questa data le Panzer-Division potevano contare solo su novantotto Panzer III di tutti i modelli fino ad allora concepiti: il loro impatto non fu dunque decisivo, tanto più che non sempre erano presenti nei reggimenti corazzati, dotati per la maggior parte di Panzer I e Panzer II. Nel frattempo, l'aumento della produzione aveva permesso di elevare i Panzer III per ogni compagnia da tre a cinque. Qualche Panzer III della versione D partecipò poi alla campagna scandinava tra aprile e maggio del 1940 come parte del Panzer Abteilung z.b.V. 40 ("Distaccamento corazzato per impieghi speciali 40"). Essi rimasero in Norvegia con le truppe d'occupazione fino alla resa incondizionata della Germania, inquadrati nella Panzerbrigade "Norwegen".

#### Francia
Al momento dell'attacco contro la Francia, l'esercito tedesco disponeva di 349 Panzer III (principalmente Ausf. E ed F) in organico a sette Panzer-Division e di trenta-quaranta Panzerbefehlswagen, carri-comando ricavati da Panzer III e assegnati ai comandanti tattici delle formazioni corazzate per guidare i reparti direttamente sul campo di battaglia. All'inizio dell'attacco sul fronte occidentale (Fall Gelb) le Panzer-Division apparivano inferiori, numericamente e tecnicamente, alle forze corazzate anglo-francesi, equipaggiate con una maggiore quantità di mezzi medi e pesanti. Negli scontri diretti tra carri armati i tedeschi potevano in pratica disporre solo dei Panzer III, tutti armati del cannone anticarro KwK 36 da 37 mm lungo 45 o 46,5 calibri (L/45 - L/46,5) anche se durante la campagna di Francia apparvero per la prima volta i primi esemplari della versione F, armata con il cannone da 50 mm lungo 42 calibri (L/42); questi mezzi si dimostrarono più efficaci sia dei carri medi (di origine ceca), sia degli altri veicoli leggeri in servizio che non erano in grado di affrontare una battaglia contro i carri alleati.

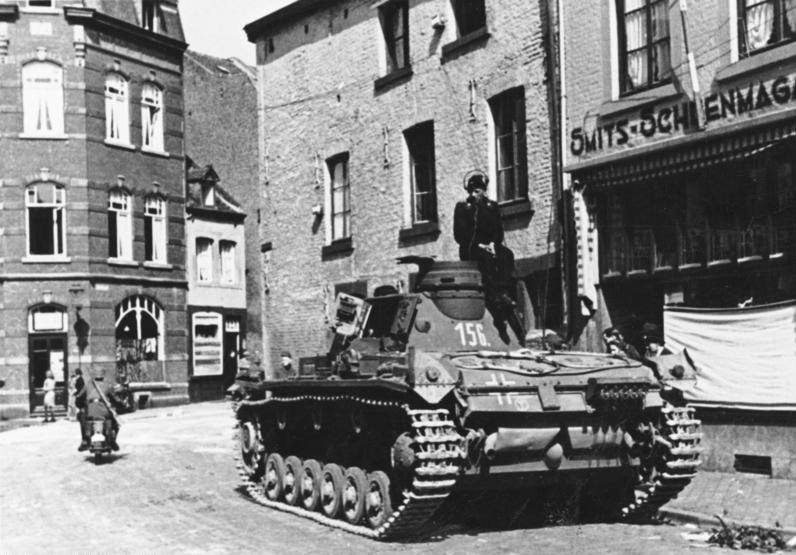
Un Panzer III in sosta a Maastricht, durante la vittoriosa campagna a ovest del 1940

Nonostante la limitatezza numerica e l'apparente inferiorità tecnica, il Panzer III ottenne rilevanti successi durante la campagna di Francia: gli equipaggi dei Panzer tedeschi, addestrati ed esperti nelle nuove tattiche combinate tra carri armati, cannoni anticarro e bombardieri in picchiata, furono in grado di sfruttare i vantaggi del Panzer III, in particolare il moderno sistema di comunicazioni radio e la dislocazione di tre uomini nella torretta con conseguente maggiore efficienza sul campo. Queste caratteristiche permisero alle Panzer-Division equipaggiate con un numero consistente di Panzer III di vincere una serie di scontri manovrati contro i reparti blindati francesi, dimostrando maggiore mobilità, disciplina e rapidità di tiro. La battaglia di Hannut e la battaglia della Mosa furono gli scontri tra blindati più importanti della campagna e i tedeschi ebbero facilmente la meglio sui più potenti ma impacciati carri armati francesi.
I Panzer III registrarono comunque difficoltà contro i carri pesanti britannici e francesi, le cui corazzature erano quasi impenetrabili frontalmente per i cannoni anticarro da 37 mm, e subirono localmente perdite significative, ma nel complesso la campagna di Francia si concluse con un trionfo delle Panzer-Division e il Panzer III raggiunse il maggior successo della sua carriera, dando prova operativamente della validità del progetto di "carro da battaglia principale" pianificato dai tecnici tedeschi. Nel complesso la campagna in Europa occidentale costò la perdita di 135 Panzer III.

#### Nordafrica

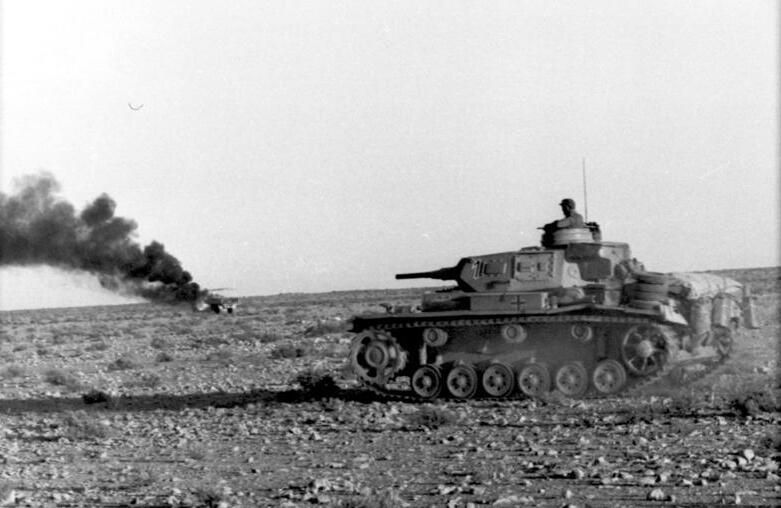
Un Panzer III Ausf. J con il cannone 5 cm KwK 38 L/42 in Africa settentrionale nell'aprile del 1941

L'Afrikakorps del generale Erwin Rommel entrò in combattimento nella primavera 1941 con una forza corazzata principale costituita da Panzer III, equipaggiati appositamente per il teatro africano, sia del tipo originario con il cannone anticarro da 37 mm L/45 o L/46,5 sia di quello con il più efficace cannone da 50 mm L/42. Pur mostrando la consueta superiorità tattica e una notevole capacità di manovrare sul terreno desertico in combinazione con abili schieramenti di cannoni anticarro, gli equipaggi dei Panzer III, soprattutto dei modelli più vecchi, si trovarono in difficoltà negli scontri diretti contro i carri pesanti britannici Mk II Matilda. In alcune occasioni questi scontri costarono dure perdite ai reparti corazzati tedeschi, in particolare durante l'assedio di Tobruch, in aprile, e la battaglia di Halfaya, il 15 maggio 1941, dovute alla superiorità delle corazzature dei Matilda e alla pericolosità del loro cannone anticarro da 40 mm.

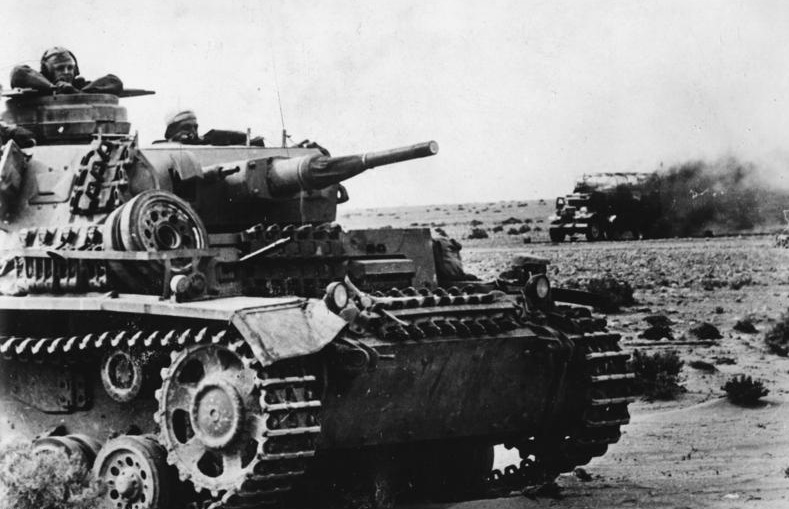
Un Panzer III Ausf. H dell'Afrikakorps durante una battaglia nel deserto

Le due Panzer-Division dell'Afrikakorps furono impegnate nel dicembre 1941 nelle durissime e confuse battaglie nel deserto contro le numerose forze corazzate britanniche durante l'operazione Crusader; dopo una serie di scontri dall'esito alterno il generale Rommel dovette battere in ritirata dopo aver perso circa 300 carri. I Panzer III subirono perdite pesanti anche per i gravi problemi meccanici causati dall'impiego nel deserto e dalla mancanza di un numero sufficiente di filtri per i motori; inoltre, impiegati in alcune occasioni in attacchi in massa, furono messi in difficoltà dagli obici britannici da 25 libbre usati in funzione anticarro.
Nella battaglia di Ain el-Gazala l'Afrikakorps mise in campo 223 Panzer III Ausf. G o H armati con il cannone da 50 mm L/42 e diciannove Ausf. J o L equipaggiati con il più efficace cannone 50 mm da 60 calibri; le forze corazzate britanniche, più numerose, erano oltretutto dotate di nuovi carri pesanti di produzione statunitense ma sul campo si dimostrarono tatticamente inferiori alle Panzer-Division. Iniziata il 27 maggio 1942, la battaglia si concluse dopo circa un mese di scontri con una grande vittoria del generale Rommel: i Panzer III, abilmente impiegati dagli esperti equipaggi tedeschi e supportati dalle formazioni anticarro, raggiunsero i risultati più brillanti della loro carriera in Africa, nonostante alcune difficoltà contro i corazzati pesanti alleati. Le forze blindate britanniche, al contrario, furono quasi completamente distrutte.
Durante la stasi precedente la disfatta di el-Alamein Rommel ricevette i primi Panzer IV con cannone da 75 mm L/43, cosa che segnò la fine del Panzer III come carro da battaglia. Ciononostante, ancora dopo la battaglia di el-Alamein l'Asse disponeva in Libia di novantatré Panzer III con cannone da 50 mm L/42 e settantuno con il pezzo da 50 mm L/60, mentre i Panzer IV erano a malapena una trentina. Prima di venir catturati o distrutti dalle soverchianti forze alleate i Panzer III della 10. e 21. Panzer-Division schierati in Tunisia (in gran parte Ausf. J e L) riuscirono a ottenere un'ultima vittoria nella battaglia del passo di Kasserine (febbraio 1943).

#### Unione Sovietica

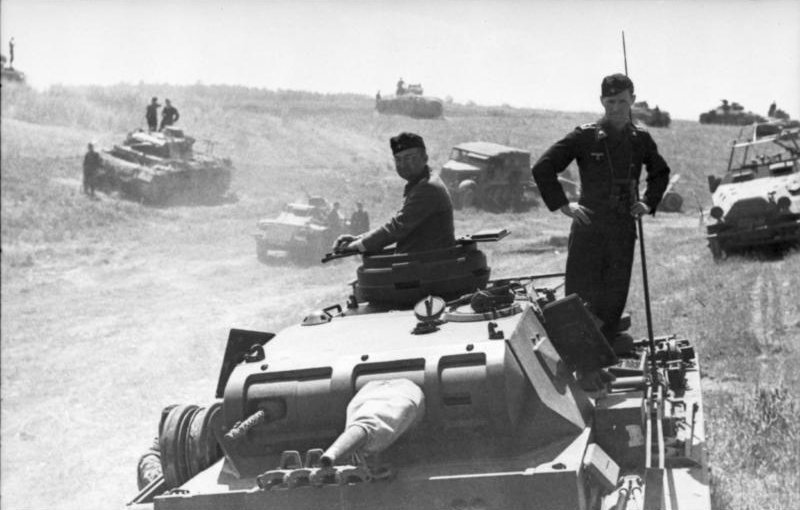
Panzer III e semicingolati di una Panzer-Division in avanzata sul fronte orientale

Al 22 giugno 1941 undici delle diciassette Panzer-Division tedesche schierate a est per l'operazione Barbarossa disponevano di 1 449 Panzer III, circa 950 dei quali erano delle versioni equipaggiate con il cannone da 50 mm L/42, che costituivano la principale forza anticarro della Wehrmacht. Infatti i 500 Panzer IV dispiegati erano dotati del cannone da 75 mm L/24, poco efficace contro i mezzi corazzati e più adatto al supporto della fanteria. All'inizio della guerra l'Armata Rossa disponeva invece di quasi 20 000 carri armati, ma questo impressionante parco corazzato era principalmente costituito da carri leggeri e medi di mediocre efficienza e tecnicamente superati. Erano però disponibili anche un migliaio di T-34 e circa 500 KV-1, superiori a tutti i veicoli tedeschi per protezione e armamento.
Nonostante la preponderanza numerica le forze corazzate sovietiche vennero quasi completamente annientate durante i primi mesi di campagna dalle Panzer-Division tedesche, che si dimostrarono molto più esperte ed efficienti: oltre 17 000 carri sovietici furono distrutti o abbandonati. Essi accusarono serie carenze meccaniche e difetti di progettazione; gli equipaggi erano inesperti e i supporti logistici insufficienti; sul campo i Panzer III con il cannone da 50 mm furono in grado di affrontare i T-34 e alle distanze tipiche di combattimento (fra i 500 e i 1.000 metri) il carro tedesco non si dimostrò inferiore. Fu più difficile per i Panzer III contrastare i KV-1 dotati di una corazzatura quasi impenetrabile frontalmente.

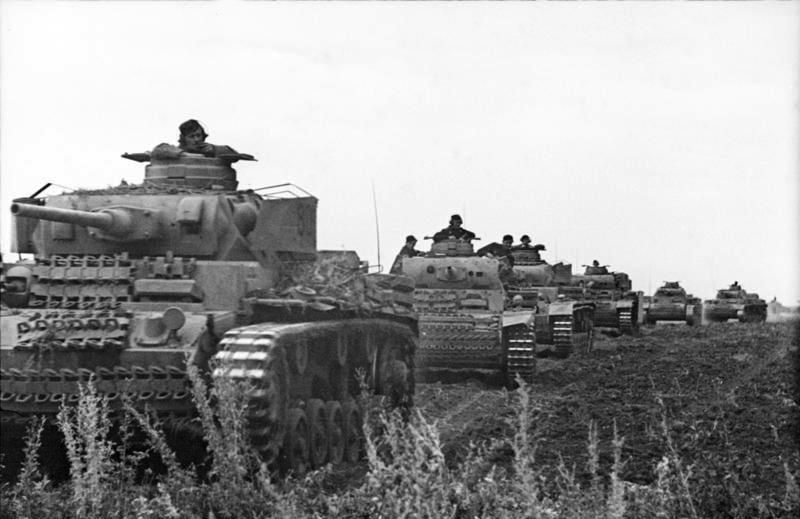
Colonna di Panzer III M in marcia durante la battaglia di Kursk

L'incontro con i nuovi carri sovietici portò al riarmo di molti Panzer III con cannoni da 50/60, mentre i Panzer IV cominciarono a montare cannoni da 7,5 cm KwK 40 L/43 e a sostituirsi ai primi nella lotta tra corazzati. Ciononostante durante il 1942 furono costruiti quasi 2 000 Panzer III: a giugno, sul fronte orientale, ne erano presenti 500 con il cannone da 50 mm L/42 e 600 montavano quello da 60 calibri. Ancora una volta furono questi che costituirono la gran parte della massa di blindati che condusse le prime vittoriose fasi dell'operazione Blu, fino alla catastrofe di Stalingrado.
Nel quadro della riorganizzazione della Panzerwaffe avvenuta tra il 1942 e il 1943, fu pianificata una nuova versione del Panzer III equipaggiata con il cannone 7,5 cm KwK 37 L/24. Nei primi mesi del 1943 i Panzer III ebbero una parte importante nel frenare i corpi corazzati sovietici che dilagavano verso ovest, tuttavia stavano rapidamente diventando troppo obsoleti. L'ultima grande battaglia cui partecipò in considerevole quantità (432 unità, di cui 141 con cannone da 50 mm L/42) fu la battaglia di Kursk nel luglio 1943; ad agosto la produzione terminò e i vari modelli del Panzer III sopravvissuti furono ritirati dal fronte e usati in zone di guerra di secondaria importanza o reimpiegati per la costruzione di semoventi, cannoni d'assalto e simili. A ottobre 1943 soltanto cinque Panzer-Division contavano una o più compagnie con Panzer III; nel tardo 1944 solo settantanove esemplari erano ancora in azione sul fronte orientale.

## Tecnica
Il Panzer III era costruito secondo uno schema modulare basato su quattro elementi che venivano assemblati dopo essere stati completati separatamente: scafo, torretta, sovrastruttura anteriore e sovrastruttura posteriore.

Rappresentazione dei vari tipi di treno di rotolamento adottati nel tempo dal Panzer III

Entrambe le parti della sovrastruttura erano realizzate tramite saldatura di lamiere di acciaio opportunamente sagomate e unite in via provvisoria mediante rivettatura: quella anteriore fungeva da supporto per la torre, inserita in un'apertura circolare con l'anello di rotolamento, e chiudeva la camera di combattimento; quella posteriore copriva il vano motore provvisto di portelloni corazzati per la manutenzione del propulsore. Nella parte anteriore dello scafo trovavano posto il pilota, fornito di opportuni sistemi di visione esterna, e un mitragliere che aveva anche la funzione di marconista.
La torretta della prima versione (Ausf. A) fu costruita assemblando le piastre mediante chiodatura, ma già nel modello successivo venne utilizzata la saldatura delle lamiere. Sul tetto era sistemata una cupola d'osservazione per il capocarro, che si evolse notevolmente nel corso della produzione passando da una semplice sovrastruttura cilindrica a una cupola con cinque visori che praticamente coprivano l'intero orizzonte (Ausf. G). La torretta era la postazione, oltre che del comandante, anche del cannoniere e del servente del cannone.
Lo scafo era in lamiere d'acciaio saldate, i cui spessori furono continuamente incrementati nel corso dell'evoluzione del carro; internamente una piastra corazzata di 7 mm separava la camera di combattimento dal vano motore. L'apparato propulsore rimase sempre un Maybach a benzina, che dal 108TR dei primi modelli passò al 108TRM Ausf. A degli ultimi. Il sistema di rotolamento subì notevoli variazioni nel corso del tempo, così come l'armamento, aspetti che verranno trattati nei singoli paragrafi delle versioni.

## Versioni

### Preserie
I primi quattro modelli del Panzer III, cioè gli Ausf. A, B, C e D (dove Ausf. è l'abbreviazione di Ausführung, cioè "modello", "versione" in tedesco), furono prodotti dalla Daimler-Benz nell'arco di tempo che va dalla fine del 1936 al 1939.
L'armamento principale era costituito da un cannone 3,7 cm KwK 36, nient'altro che un PaK 36 modificato per l'uso su veicoli corazzati. Sulla lunghezza della canna di quest'arma non c'è accordo tra le fonti: per qualcuna sarebbe stata lunga 45 volte il calibro (L/45, 1665 mm), per altre 46,5 (L/46,5, ossia 1720,5 mm). In ogni caso, quest'arma rimase la stessa fino a qualche esemplare Ausf. G. Il munizionamento di 120 colpi di pronto impiego si suddivideva tra Sprenggranate (proiettile esplosivo dal peso di 890 g) e Panzergranate (proiettile perforante dal peso di 675 g). Come armamento secondario erano presenti tre mitragliatrici MG 34 con munizionamento 7,92 × 57 mm Mauser: due coassiali in torretta e la terza sistemata nello scafo e brandeggiabile dal marconista.
L'apparato motore consisteva in un Maybach HL 108 TR a 12 cilindri a V da 10 838 litri di cilindrata, per una potenza massima di 250 hp a 3 000 giri al minuto, che consentiva di raggiungere una velocità massima di 40 km/h (tranne l'Ausf. A che raggiungeva i 35 km/h). Il motore era montato nella parte posteriore in posizione longitudinale; su ognuno dei due lati del motore erano sistemati un serbatoio della benzina, una batteria e un radiatore. La ventola di raffreddamento posta dietro al motore occupava l'intera larghezza del vano e consentiva un efficace raffreddamento fino a temperature ambientali di 30 °C: l'aria veniva aspirata dalle aperture laterali e veniva scaricata posteriormente. Il motore trasferiva la potenza attraverso un albero al gruppo frizione/cambio sistemato nella parte anteriore dello scafo. La trasmissione aveva sei marce avanti e una indietro. L'alimentazione del carburante (benzina a 74 ottani) avveniva tramite due carburatori Solex 40 JFF II e l'autonomia delle prime versioni era di 165 chilometri. Il carburante per le versioni A, B e C era contenuto in due serbatoi per un totale di 125 litri, mentre dalla versione D in poi i serbatoi aumentarono a quattro portando la capacità totale a 320 litri di benzina.
La radio di bordo era una Funkgerät 2 composta da due ricevitori e un trasmettitore e con antenna a stilo alta 2 metri montata sul lato destro della struttura. La radio era collegata a un commutatore che poteva trasferire direttamente le comunicazioni sull'interfono del carro; poiché però solo l'operatore radio poteva gestire il commutatore, poteva accadere che il comandante e l'operatore radio fossero collegati su linee differenti; per ovviare all'inconveniente ambedue avevano nel proprio campo visivo una lampadina rossa e una verde la cui accensione secondo una sequenza predefinita permetteva al comandante di comunicare all'operatore radio la necessità di collegarsi sull'altra linea. Solo il comandante, il pilota e l'operatore radio disponevano di microfono e cuffia, per cui il comandante comunicava col cannoniere e il servente del cannone a voce.
La protezione per lo scafo e la torretta arrivava a 15 mm di spessore su fronte, fianchi e retro, 10 mm sulla parte superiore e 5 mm sulla parte inferiore, ed era costituita da più piastre saldate insieme che non fornivano una resistenza ottimale. Il peso vide un lento e continuo incremento dalle 15,4 tonnellate dell'Ausf. A, alle 15,9 dell'Ausf. B fino alle 16 dell'Ausf. C e D. Le dimensioni erano le seguenti: lunghezza 5,67 - 5,92 metri; altezza 2,34 - 2,42 metri; larghezza 2,81 metri.
Al loro ritiro furono per lo più trasferiti all'NSKK per compiti di addestramento.

#### Ausführung A

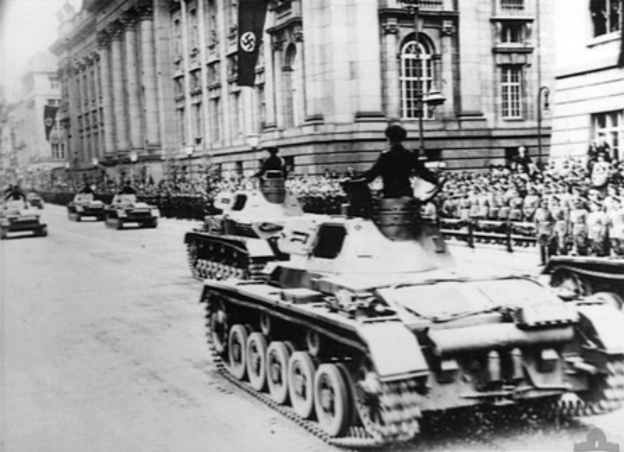
Un Ausf. A durante una parata a Berlino nel 1938. Sullo sfondo la Staatsbibliothek (Unter den Linden).

I primi dieci esemplari del Panzer III (Ausf. A o 1/ZW) furono prodotti fra la fine del 1936 e il 1937 in un primo tempo con torretta chiodata, in seguito sostituita da una saldata; avevano un equipaggio (Panzerbesatzung) di cinque uomini, una costante anche nelle serie a venire. L'Ausf. A poggiava su cinque grandi ruote con assi indipendenti e sospensioni a molla elicoidale con ammortizzatori; i cingoli erano sostenuti superiormente da quattro doppi rulli di rinvio montati negli intervalli fra le ruote portanti. Il treno di rotolamento era completato da due ruote motrici anteriori a doppia corona dentata e da due ruote posteriori demandate al controllo della tensione dei cingoli. Degli esemplari prodotti, due privi di torretta furono impiegati per altri test, i restanti otto andarono a completare i ranghi dei reggimenti Panzer dalla primavera del 1937 fino a quando non furono ritirati nel febbraio 1940, dopo aver combattuto in Polonia con esiti insoddisfacenti, anche per via della corazza, spessa al massimo 15 mm.

#### Ausführung B
Il Panzer III Ausf. B (2/ZW), sostanzialmente simile dell'Ausf. A, introduceva, oltre a una cupola dal nuovo disegno, una diversa meccanica: due grandi sospensioni a balestra erano state dotate a ogni estremità di un carrello a due ruote, cosicché per ogni lato il carro presentava otto ruote portanti di piccolo diametro e tre rulli tendicingolo. Questa impostazione tuttavia si dimostrò poco funzionale, così solo quindici esemplari furono prodotti dallo stabilimento Daimler-Benz di Berlino-Marienfeld. Entrati in servizio nel corso della primavera del 1937, dieci mezzi rimasero in organico alle truppe combattenti fino a che non vennero ritirati nel febbraio 1940, mentre gli altri cinque funsero da base per la progettazione dello Sturmgeschütz III.

#### Ausführung C
Con il Panzer III Ausf. C (3a/ZW) si continuarono a esplorare miglioramenti del treno d'appoggio, ancora difettoso: la prima e l'ultima coppia di ruote furono rese indipendenti, ognuna con una propria sospensione a balestra orizzontale, mentre i carrelli centrali furono vincolati a una terza balestra; vennero inoltre ridisegnate la ruota motrice e quella di rinvio. I risultati ottenuti da tali cambiamenti, comunque, non furono decisivi. Altre migliorie furono l'aggiunta di un servocomando per la frizione e il perfezionamento del sistema di sterzatura. Prodotto tra il 1937 e il gennaio 1938 per un totale di quindici veicoli, il Panzer III C subì il medesimo destino operativo delle versioni precedenti.

#### Ausführung D

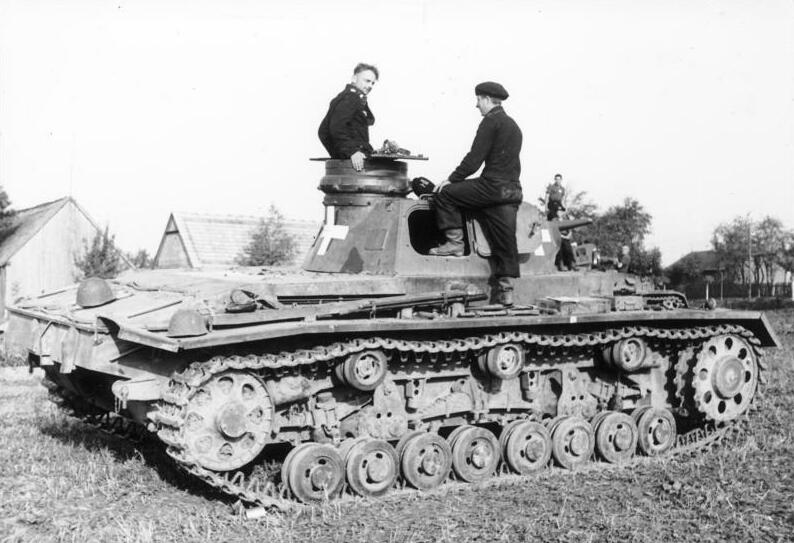
Panzer III Ausf. D durante le operazioni in Polonia

Il Panzer III Ausf. D (3b/ZW, poi cambiato con il numero identificativo Sd.Kfz. 141) fu l'ultimo modello sperimentale con il quale si cercò di venire a capo di tutte le noie tecniche e avviare così il mezzo alla produzione di massa. Furono riprese le sospensioni dell'Ausf. C, però inclinando le balestre della prima e ultima coppia di ruote in modo da ottenere un incremento di supporto per il carro, ma anche questo treno di rotolamento fu poco apprezzato dagli equipaggi. Il modello D presentava inoltre la riprogettazione delle prese d'aria del vano motore, ora coperte da portelli, e piccole modifiche alla trasmissione, alla ruota motrice e a quella di rinvio. La cupola del capocarro fu sostituita con un modello più funzionale, corazzato con 30 mm d'acciaio e dotato di cinque portelli scorrevoli: essa rimarrà in utilizzo fino alla versione F del Panzer III. Infine, lo spessore massimo della corazzatura fu portato per lo scafo da 15 a 30 mm e per la torretta da 10 a 17 mm. A causa di questi interventi il peso aumentò a 16 tonnellate: la velocità del carro rimase invariata ma l'accelerazione diminuì. La serie D fu prodotta da gennaio a giugno 1938 in cinquantacinque unità, ma solo su due lotti da quindici veicoli ciascuno fu montato l'armamento. Come tutti i modelli precedenti venne ritirata nel febbraio del 1940, però a differenza dei primi partecipò con qualche esemplare alla campagna di Norvegia come parte del Panzer Abteilung z.b.V. 40, con il quale tra il 1941 e il 1942 prestò servizio anche in Finlandia.

### Modelli prodotti in serie

#### Ausführung E
Fu il primo modello di serie del Panzer III ma non conobbe una grande diffusione, poiché ne furono realizzate solo quaranta unità tra il dicembre 1938 e l'ottobre 1939 da parte della Henschel, della MAN AG e della Daimler. Altre fonti alzano questo numero a novantasei unità. L'Ausf. E, rispetto ai precedenti modelli, era fornito di una corazza più spessa (30 mm su tutti i lati dello scafo e della torretta) e sui fianchi era costruita con una singola piastra. Per ovviare al peso salito a 19,5 tonnellate fu adottato un più potente Maybach HL 120 TR sempre a 12 cilindri a V, con cilindrata portata a 11 867 litri per una potenza di 300 hp a 3 000 giri al minuto. Inoltre fu modernizzata la scatola del cambio, prima manuale, con un preselettore Maybach SRG 32 8 145 "Variorex" a dieci marce avanti e una retromarcia, la cui installazione rallentò la produzione dell'Ausf E. Con questo tipo di trasmissione il pilota preselezionava la marcia da inserire, dopo di che gli bastava premere il pedale della frizione per far scattare l'operazione di commutazione automatica della marcia. Ulteriori migliorie riguardarono l'aggiunta di portelli per la fuga su entrambi i lati dello scafo e l'apertura di una feritoia per l'operatore radio. L'Ausf. E misurava 5,38 metri in lunghezza, era largo 2,91 metri e alto 2,44.

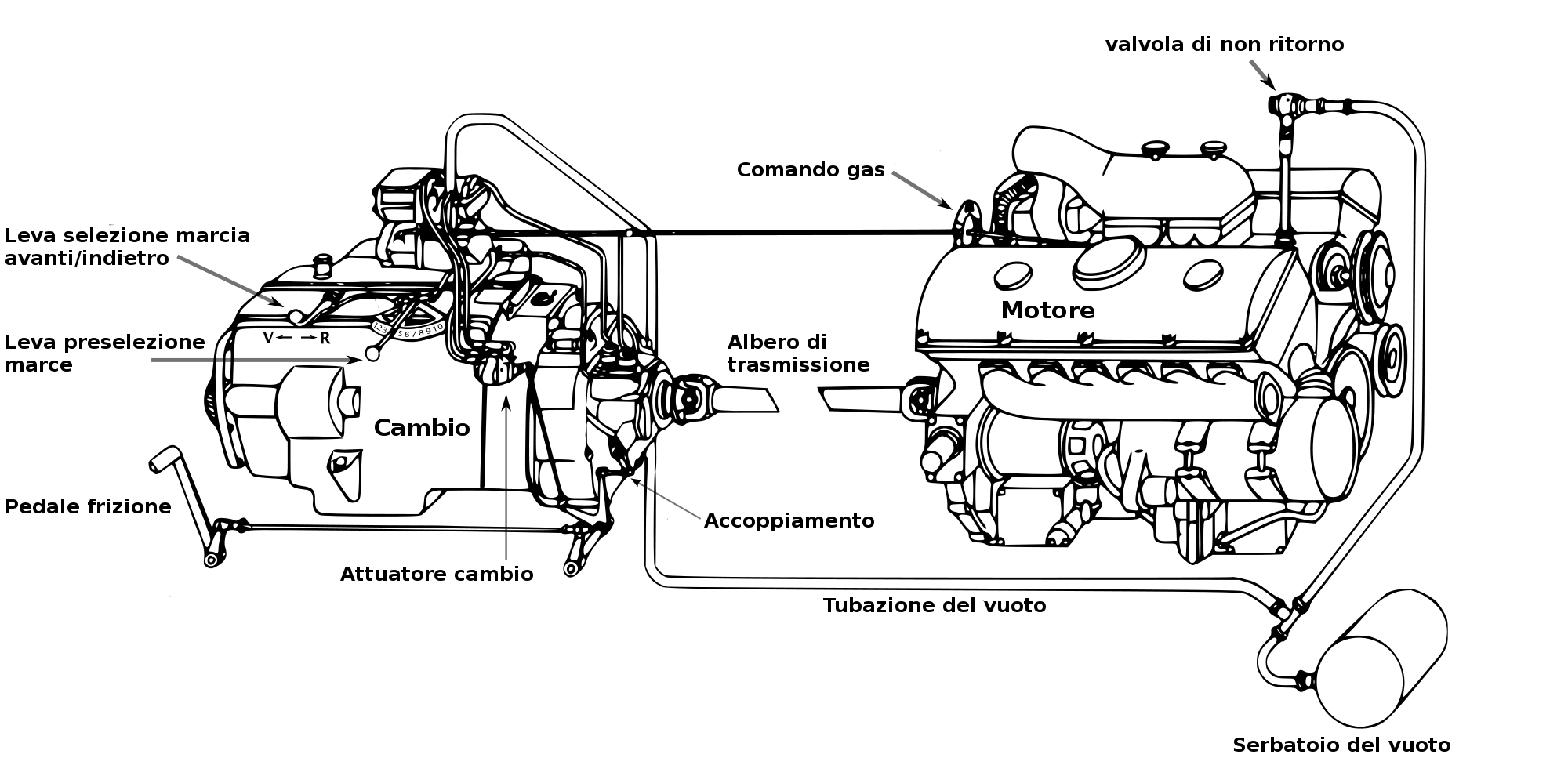
Schema dell'installazione del motore e del cambio Maybach-Variorex

Il vero salto di qualità era stato compiuto però con il sistema di sospensioni, ora composto da sei ruote di medio diametro per ognuno dei due lati e con molle a barra di torsione collocate trasversalmente. Il funzionamento del nuovo apparato era semplice: un'estremità della barra era vincolata al fianco del carro, l'altra a una ruota mediante un braccio incernierato longitudinale; quando la ruota si alzava, la barra si torceva, assorbendo così gli urti e rendendo il mezzo più stabile con ovvi vantaggi per il combattimento; tale sistema fu molto apprezzato sia dagli equipaggi che dal personale tecnico per la robustezza e la relativa facilità di manutenzione. Le prime due barre anteriori e le ultime due posteriori furono altresì dotate di ammortizzatori oleopneumatici.
Consegnato alle Panzertruppen a partire dal gennaio 1940, l'Ausf. E partecipò a numerose operazioni belliche fino al 1943, operando nei ranghi della 1. e 2. Panzer-Division. Inquadrato in queste divisioni combatté durante la campagna di Francia, nella campagna dei Balcani (solo con la seconda unità) e infine nell'operazione Barbarossa. Dall'agosto 1940 e fino al 1942, diversi esemplari furono riarmati con un cannone 5 cm KwK 38 L/42 e piastre supplementari da 30 mm furono imbullonate alla corazza; alcuni furono poi riconvertiti in carri da osservazione per l'artiglieria, altri portati allo standard F.

#### Ausführung F
Primo tipo di Panzer III a essere prodotto in gran numero, era quasi identico al suo predecessore e aveva le stesse dimensioni: le ditte Alkett, FAMO, Daimler-Benz, Henschel, MAN ne costruirono 435 (numero di scafo da 61001 a 61650) dall'ottobre 1939 al giugno 1940, sostituendolo senza soluzione di continuità all'Ausf. E. In questa versione fu impiegato il motore Maybach HL 120TRM, di caratteristiche analoghe al TR ma costruito dalla Norddeutschen Motorenbau GmbH (o Nordbau). Nelle piastre superiori dello scafo furono aggiunte prese d'aria per ventilare più efficacemente freni e trasmissione. Inoltre nel pieno della produzione fu potenziato l'armamento principale, che per l'ultimo centinaio di Ausf. F passò a un 5 cm KwK 38 L/42 con mantelletto esterno; dall'agosto 1940 tale modifica fu estesa a tutti gli Ausf. E ed F: per accogliere questa nuova arma, la torretta fu riprogettata e notevolmente allargata nella parte posteriore. Alcuni Ausf. F ebbero il cannone 5 cm KwK 39 L/60.
Il cannone KwK 38 L/42 sparava due tipi di proiettili: lo Sprenggranate 38 era caricato ad alto esplosivo, pesava 1.960 grammi e aveva una velocità iniziale di 549 m/s; il Panzergranate 39 era perforante con capsula morbida e cappuccio tagliavento, pesava 2 250 grammi, aveva una velocità iniziale di 823 m/s ed era in grado di penetrare una piastra d'acciaio omogeneo spessa 50 mm e inclinata di 30° alla distanza di 1 000 metri. Le maggiori dimensioni di questi proiettili limitarono però la dotazione a 99 colpi invece degli iniziali 120. L'apparato di mira da 2,5 ingrandimenti era un Turm Zielfernrohr TZF 5a vorl. 5 cm ("congegno di mira a cannocchiale da torretta TZF 5a modello 5 cm"). L'alzo manuale del cannone era compreso fra -10° e +20°, mentre il brandeggio era ottenuto ruotando la torretta.
Combatté in Francia, Nordafrica (solo gli esemplari equipaggiati del 5 cm L/42), Balcani e Unione Sovietica. Nel giugno del 1944, quando ormai il progetto dell Ausf. F era sorpassato, erano ancora in servizio alcuni modelli; uno di questi, appartenente alla 116. Panzer-Division schierata in Normandia, è oggi esposto al Patton Museum di Fort Knox.

#### Ausführung G

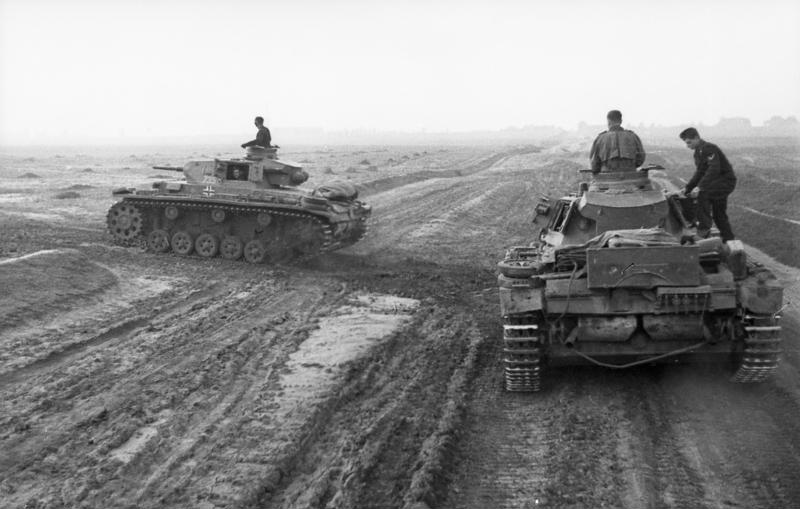
Due Panzer III Ausf. G si fanno strada nel terreno fangoso della steppa sovietica nell'autunno del 1941

Molto simile all'Ausf. F e appena più lunga (5,41 metri) e larga (2,95 metri), tale versione fu prodotta in 600 esemplari dall'aprile al novembre 1940 a fronte di un ordine iniziale di 1 200 unità, poi ridotto a causa dell'arrivo dei Panzer 38(t) di origine cecoslovacca. I primi cinquanta erano armati con il cannone da 3,7 cm a mantelletto interno e andarono a ripianare le perdite subite durante la campagna di Francia: si differenziavano dagli altri modelli per la corazza posteriore dello scafo spessa 30 mm e per il mantelletto da 37 mm, protezioni che aumentarono il peso a 20,3 tonnellate. Nel frattempo si era deciso di armare l'Ausf. G con il più potente 5 cm KwK 38 L/42 a mantelletto esterno, che andò a equipaggiare le restanti 550 unità prodotte a partire dal luglio 1940. L'installazione del nuovo pezzo impose la rimozione di una mitragliatrice dalla torretta e l'aggiunta di un aspiratore per liberare dal fumo dello sparo l'interno del carro. Da agosto anche le prime cinquanta unità furono dotate dello stesso pezzo d'artiglieria. Altre modifiche videro l'aggiunta di una nuova cupola (uguale a quella dei Panzer IV Ausf. E, F e G) e del visore Fahrersehklappe 30 con portello su cardini per il pilota; le unità di tarda produzione montarono cingoli larghi 400 mm. La serie fu la prima a essere equipaggiata con le Rommelkiste ("scatole di Rommel"), dei contenitori per trasporto di materiali fissati al retro delle torrette.
All'inizio del 1940 la FAMO costruì un prototipo con un treno di rotolamento a ruote sfalsate partendo dalla torretta di un Ausf. H e dallo scafo di un Ausf. G, detto "Panzer III G/H Schachtellaufwerk" e la cui meccanica s'ispirava ai carri studiati negli Stati Uniti d'America da J. Walter Christie (simile alla tecnica dei semicingolati della stessa ditta). Il sistema si basava su ruote di grande diametro senza rulli di rinvio e sospensioni a barre di torsione, ma sia il peso proibitivo, sia il maggior impiego di materie prime pregiate provocarono il rifiuto del prototipo. Qualsiasi ulteriore sviluppo fu poi bloccato e il prototipo fu utilizzato come carro per l'addestramento.
La versione G fu impiegata a partire dalla primavera del 1940 in tutti i principali teatri bellici dove combatterono i tedeschi. I primi reggimenti ad avere questi carri furono l'8. in forza alla 15. Panzer-Division, il 5. della 21. Panzer-Division e il 35. della 4. Panzer-Division. Le unità inviate in Africa montarono radiatori più larghi e un filtro dell'aria supplementare. Nel settembre 1944 erano segnalati ancora in servizio cinquantaquattro Ausf. G.

#### Ausführung H

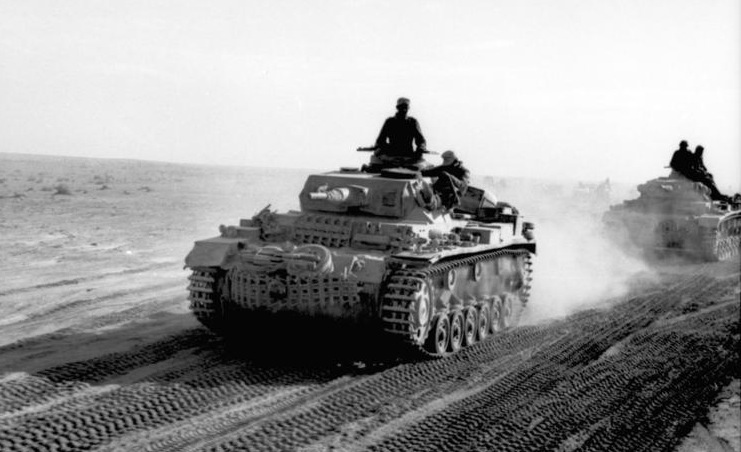
Una colonna di Ausf. H in Libia nell'aprile 1941

La continua evoluzione del Panzer III aveva fatto progressivamente aumentare il peso del carro e quindi la pressione specifica al suolo, passata da 0,65 kg/cm² (6,5 MPa) a 0,96 kg/cm² (9,6 MPa); perciò sin dall'inizio del 1940 la Daimler-Benz, in accordo con l'Ufficio armamenti dell'esercito, prese in esame la possibilità di modificare il treno di rotolamento conservando la formula già adottata sull'Ausf. E. Il progetto portò all'adozione permanente di cingoli da 40 cm al posto di quelli da 36 cm precedentemente montati, accorgimento che ridusse la pressione specifica a 0,94 kg/cm²; vennero modificate, di conseguenza, le ruote motrici e tendicingolo, mentre quelle del primo carrello furono spostate in avanti. S'intervenne anche sulle sospensioni: le sei barre a torsione posteriori ebbero il diametro aumentato da 42 mm a 55 mm e furono montati nuovi ammortizzatori. Il cambio a preselettore, fonte di continui problemi di manutenzione, fu sostituito da un più convenzionale Maybach SSG 77 a sei velocità sincronizzate. Fu mantenuto il cannone 5 cm KwK 38 L/42 e la corazzatura fu sensibilmente migliorata con piastre supplementari da 30 mm giungendo a 60 mm su fronte e retro dello scafo e sulla sovrastruttura anteriore; la parte posteriore della torretta fu completamente ridisegnata e dotata di una singola lastra da 30 mm. L'ispessimento delle protezioni comportò l'aumento del peso a 21,8 tonnellate ma le dimensioni rimasero immutate: il nuovo modello fu ordinato in 759 unità a gennaio 1939 ma l'imminente entrata in servizio della versione J e il largo impiego del KwK 38 L/42 sull'Ausf. G ridussero la richiesta di oltre la metà. La produzione dell'Ausf. H iniziò alla fine dell'estate 1940 e fu interrotta nel marzo 1941 per un totale di 308÷450 mezzi.
Fu utilizzato a partire dal dicembre 1940 nei Balcani in forza alla 2. Panzer-Division, in Unione Sovietica e in Nordafrica a partire dalla tarda primavera del 1941, dove un singolo esemplare rimasto danneggiato in battaglia fu privato della torretta e armato con un cannone d'accompagnamento sIG 33 da 150 mm, adoperando materiali (come il pezzo stesso, lo scudo o le rastrelliere per le granate) recuperate da semoventi Sturmpanzer II avariati. L'Ausf. H si dimostrò particolarmente resistente alle armi anticarro coeve degli Alleati, quali l'Ordnance QF 2 lb britannico, il 37 mm M5 statunitense e il 45 mm M1937 sovietico.

#### Ausführung J

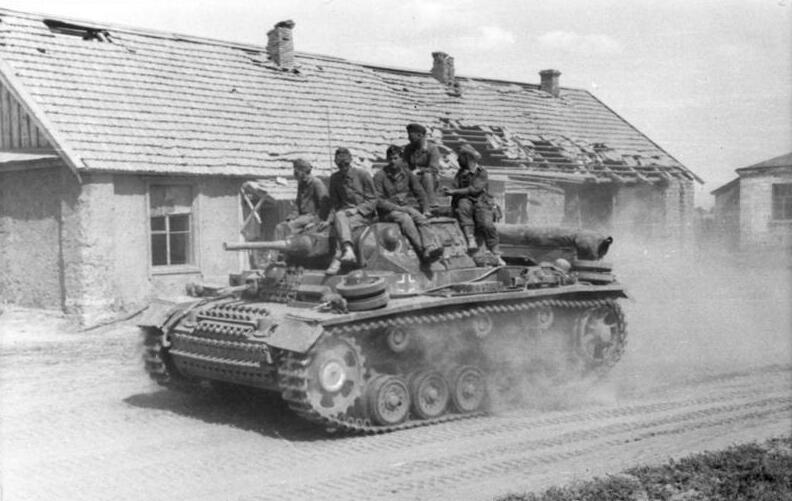
Un esemplare di Ausf. J dotato del KwK 38 trasporta un nucleo di fanteria attraverso un villaggio delle steppe meridionali sovietiche

Con una lunghezza di 5,52 metri e un'altezza aumentata a 2,50 metri, l'Ausf. J ebbe per primo la corazzatura aumentata di serie a 50 mm sul fronte e sul retro dello scafo e sulle sovrastrutture, cosa che portò all'adozione di un portello per il visore (Fahrersehklappe 50) e di un supporto a sfera (Kugelblende 50) per la mitragliatrice coassiale dello stesso spessore; inoltre furono installate nuovi tipi di prese d'aria e di portelli d'accesso sul muso dello scafo. Il motore utilizzato fu il Maybach HL 120TRM Ausf. A, simile a quello precedente ma con filtri dell'aria a bagno d'olio. Mostrata ad Adolf Hitler il 18 aprile 1941, la versione J fu messa subito in produzione totalizzando a fine anno 1 549 unità; a partire dall'aprile 1942, furono montate in fabbrica protezioni supplementari da 20 mm sulla sovrastruttura o sul mantelletto. Questa prima serie ebbe però vita relativamente breve, sia per le riconversioni effettuate, sia per le pesanti perdite subite in azione, ma soprattutto perché Hitler aveva ordinato di concentrare le risorse sulla serie di Panzer III J armata del più efficace 5 cm KwK 39 L/60.
Tale modello aveva tardato a essere sviluppato a causa delle soddisfacenti prestazioni di cui aveva dato prova il cannone KwK 38; inoltre, i primi prototipi del KwK 39 cominciarono a essere consegnati solo durante l'autunno 1941. Dopo i collaudi, la nuova arma entrò in servizio e si poté iniziare, a dicembre, la produzione della variante, per il resto identica al predecessore. La fabbricazione durò fino al luglio 1942 e fu portata avanti da tutte le ditte che produssero il Panzer III; in totale gli esemplari completati furono 1 067, cui fu assegnata la designazione Sd.Kfz. 141/1 a indicare il cambio d'arma.
Il cannone KwK 39 L/60 aveva un munizionamento su tre tipi di proiettile. La Sprenggranate 38 era una granata esplosiva da 1 960 grammi e con velocità alla volata di 549 m/s. La Panzergranate 39 era perforante con capsula tenera e cappuccio tagliavento, con un peso di 2 250 grammi e velocità alla volata di 823 m/s: poteva penetrare a 1 000 metri di distanza una piastra d'acciaio da 50 mm inclinata di 30° e da 61 mm dalla metà della distanza. La Panzergranate 40, infine, era una munizione perforante decalibrata, dal contenuto peso di 975 grammi ma con una velocità alla volata di ben 1 198 m/s: con gli stessi valori di distanza e inclinazione adottati per la PzG 39, riusciva a penetrare 55 mm di acciaio e trapassava 86 mm a 500 metri. Il cambio d'armamento e la maggiore lunghezza della Panzergranate 40 limitarono lo stivaggio delle munizioni a 84 proiettili, rispetto ai precedenti 99. Inoltre l'eliminazione del freno di bocca, presente sull'analogo cannone controcarro trainato, costrinse al potenziamento dei freni di recupero del KwK 39.

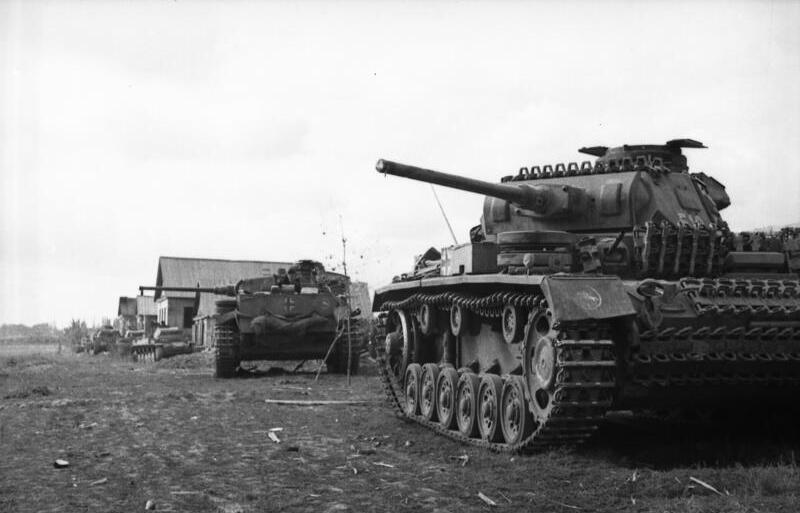
Due Panzer III J armati del KwK 39 poco prima dell'inizio dell'offensiva nell'Unione Sovietica meridionale, durante l'estate 1942

I Panzer III J con cannone da 50 mm L/42 operarono sul fronte sovietico a partire dal settembre 1941 continuando a combattervi fino alla fine della guerra. La 7. Panzer-Division figura tra le prime unità che li ricevettero assieme alla 2. e alla 5. Panzer-Division; i mezzi con cannone da 50 mm L/60 andarono inizialmente in carico a cinque distaccamenti corazzati facenti parte, rispettivamente, della 3., 16., 29. e 60. Infanterie-Division (mot.) e della 5. SS-Panzer-Division "Wiking". In seguito entrambi i modelli furono distribuiti a tutte le divisioni corazzate presenti. Dal settembre 1941 furono inviati anche in Nord Africa e presero servizio nella 21. Panzer-Division: fu in questo teatro che gli Ausf. J con l'L/60 raccolsero i maggiori successi operando contro i mezzi angloamericani (M3 Lee/Grant e Mk III Valentine), tanto che i britannici li ribattezzarono "Mark 3 Special", anche perché più temuti del Panzer IV, all'epoca armato ancora di un obice da 75 mm a bassa velocità iniziale. Questi risultati spinsero i progettisti tedeschi a equipaggiare i carri armati con cannoni che avessero velocità alla volata quanto più alte possibili per perforare le corazze sempre più spesse dei veicoli avversari. L'Ausf. J dimostrò invece difficoltà nell'affrontare i carri sovietici T-34 e KV-1, più pesantemente corazzati rispetto ai mezzi alleati.
Un numero imprecisato di Ausf. J della prima serie fu successivamente ricondizionato con il KwK 39 L/60 mentre numerosi esemplari furono portati agli standard di protezione dell'Ausf. L. Tra il 1941 e il 1942 la Krupp tentò una nuova versione, la Ausf. K, unendo allo scafo della serie J la torretta del Panzer IV, ma l'esperimento non andò oltre lo stadio di prototipo.

#### Ausführung L

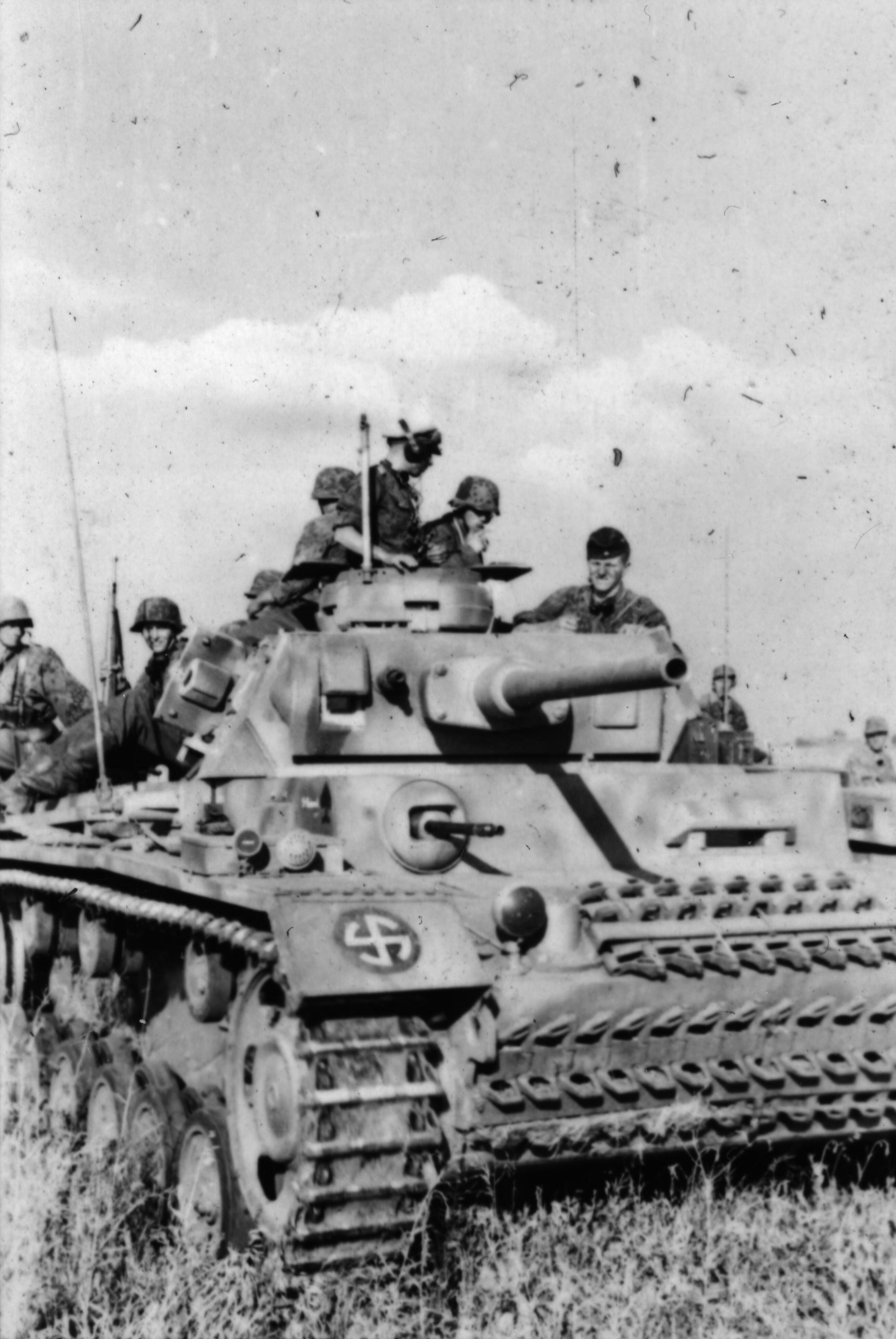
Un Ausf. L della SS-Panzergrenadier-Division "Wiking" (notare il simbolo divisionale sopra il cingolo destro del carro) avanza nelle steppe sovietiche nel giugno 1942

Proprio mentre i tedeschi adottavano i KwK 38 da 50 mm come arma principale del Panzer III, l'innovativa corazzatura inclinata dei carri dell'Armata Rossa imponeva battaglie a distanze più basse rispetto a quelle combattute contro i mezzi americani: infatti i T-34 potevano essere impegnati dal KwK 39 con la Panzergranate 39 da 1 250 metri, quando l'M4 Sherman era ingaggiabile dallo stesso proiettile alla massima distanza consentita. Data questa situazione tattica, divenne necessario aumentare la corazzatura del Panzer III per consentire un ingaggio più ravvicinato e più suscettibile di successo dei T-34 sovietici. La produzione del nuovo modello cominciò alla fine del 1941 e terminò nell'estate del 1942, per una produzione totale di circa 1 300 esemplari; altre fonti riportano invece la fabbricazione di 653 esemplari, avvenuta tra giugno e dicembre 1942. La nuova versione presentava corazzature da 57 mm sul frontale della torretta, 50 mm più piastre supplementari da 20 mm su sovrastruttura e spesso sul mantelletto, un poco distanziate dalle superfici: il peso aumentò a 22,3 tonnellate.
Furono eliminate feritoia del caricatore e portelli per la fuga, ma la prima serie presentava ancora alcune parti costruite per gli Ausf. J, quali il portello di accesso al vano di combattimento sul lato destro dello scafo e i visori corazzati sui lati della torre, almeno fino a quando le scorte non si esaurirono. Nell'inverno del 1942 furono distribuiti gli Ostketten ("cingoli per l'est"), cioè cingoli allargati con un "becco" esterno che diminuiva l'aumentata pressione specifica del carro, permettendogli di muoversi più agilmente su neve o terreni fangosi e riducendo i rischi di impantanamento. Gli esemplari utilizzati in Nord Africa, indicati talvolta come Ausf. L (Tp) - dal tedesco tropisch, tropicale - furono invece equipaggiati con filtri dell'aria e dell'olio più grandi, con presa d'aria del motore modificata, e godevano di una migliore ventilazione interna.

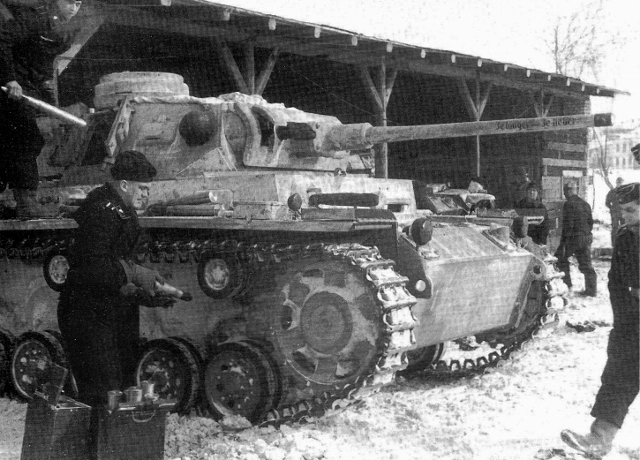
Truppe corazzate tedesche si preparano a entrare in azione con un Panzer III Ausf. L all'inizio dell'operazione Urano

Sull'Ausf. L furono testate alcune migliorie che divennero standard per la successiva Ausf. M. Sulla cupola del comandante fu installato un supporto con due bracci snodati, atto ad accogliere una MG 34 in configurazione antiaerea (Fliegerbeschussgerät 42, cioè "congegno di difesa contraerei"); il capocarro doveva però sporgersi dalla torretta per impiegarla. A ogni lato della torretta fu assicurato un complesso trinato di Nebelkerzen Wurfgeräten ("congegni per il lancio di candele nebbiogene"), sorta di piccoli mortai ognuno con proprio brandeggio e alzo non regolabile, che sparavano granate fumogene a circa 30 metri dal carro. Infine vennero sperimentate le Schürzen, i cosiddetti "grembiuli": erano protezioni aggiuntive dello spessore di 5–10 mm distanziate dal carro, che venivano montate su entrambi i fianchi (Seitenschürzen) e tutt'intorno la torretta per minimizzare gli effetti delle armi anticarro a carica cava quali il bazooka, la cui diffusione come armamento portatile rappresentava un grave pericolo per gli equipaggi dei mezzi blindati.
Un singolo esemplare fu ritirato e armato per collaudi sperimentali con un cannone decalibrato "Waffe 0725" o 75/55 mm KwK 0725: tuttavia non ne fu mai avviata la produzione perché il munizionamento del pezzo, richiedendo grandi quantità di molibdeno, metallo raro e necessario anche per l'uso in acciai speciali, non avrebbe potuto essere prodotto e distribuito massicciamente.
Gli Ausf. L andarono a equipaggiare i reggimenti corazzati della 1. SS-Panzer-Division "Leibstandarte SS Adolf Hitler", della 2. SS-Panzer-Division "Das Reich", della 3. SS-Panzerdivision "Totenkopf" e della Panzergrenadier-Division Großdeutschland, ma vennero distribuiti anche alle divisioni corazzate dell'esercito.

#### Ausführung M
Ultima versione del Panzer III a montare il KwK 39 L/60 mentre si cercavano ancora soluzioni per migliorare l'armamento del mezzo, l'Ausf. M fu prodotto dall'autunno 1942 al febbraio 1943 in 1 150 esemplari. Questo numero cambia radicalmente in altre fonti, che riportano come effettivamente costruiti, a fronte degli oltre 1 000 Ausf. M ordinati, solo 250 esemplari. Gran parte dei telai già ultimati infatti vennero usati come base per gli StuG, gli Ausf. N o i Flammpanzer III. Le innovazioni furono mirate soprattutto a migliorare l'operatività del carro sul fronte orientale, sebbene sia stato utilizzato anche in Tunisia e in Sicilia. Per facilitarne l'avviamento in condizioni di bassa temperatura, il motore fu dotato di un manicotto attraverso il quale poteva essere collegato all'impianto di raffreddamento di un altro carro, col motore già caldo, consentendo di riscaldare il motore freddo col fluido di raffreddamento del motore caldo e permettendo così l'avviamento fino a temperature di -30 °C. Le capacità di guado furono incrementate a 1,30 metri sigillando tutte le aperture che potevano lasciar entrare acqua, mentre lo scarico venne equipaggiato con una valvola di chiusura e montato in alto sul pianale posteriore dello scafo: quando il mezzo attraversava distese d'acqua, l'aria necessaria all'equipaggio e al motore veniva fatta entrare dalla torretta. Il classico lanciafumogeni con cinque tubi di lancio venne rimpiazzato con uno più piccolo, a tre tubi, spostato dalla parte laterale posteriore della torretta a quella laterale anteriore. Questa versione era leggermente più lunga (5,65 metri) e larga (3,27 metri) del modello L e pesava 22,7 tonnellate.
Il Panzer III Ausf. M ebbe il battesimo del fuoco in Tunisia con la 10. Panzer-Division e continuò il servizio fino al termine della guerra partecipando alla battaglia di Kursk e alla difesa della Sicilia attaccata dagli angloamericani, spesso dotato delle Schürzen.

#### Ausführung N

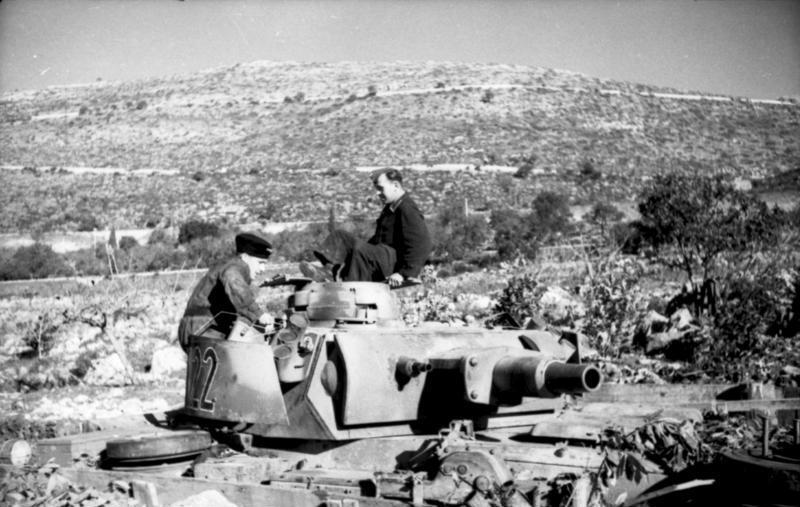
Un Ausf. N in Italia, nel 1943; è ben visibile il cannone corto (obice secondo la nomenclatura italiana) da 75 mm

Fu l'ultima serie del Panzer III e la prima a montare un 7,5 cm KwK 37 L/24, armamento delle prime versioni del Panzer IV che si rese disponibile in grandi quantità quando quest'ultimo fu riconvertito al 7,5 cm KwK 40 per la lotta anticarro. L'utilizzo di quest'arma sull'Ausf. N comportò un declassamento del Panzer III a livello tattico, perché il KwK 37 era sì utile per contrastare la fanteria, ma l'insufficiente velocità alla volata (385 m/s) non lo rendeva in grado di perforare le corazze dei carri alleati e sovietici a distanza di combattimento anche brevissima: non era più un carro da combattimento, ma un veicolo d'appoggio (un cannone d'assalto) adatto a contenere gli attacchi della fanteria avversaria; la sua denominazione fu infatti cambiata in Sd.Kfz. 141/2. La produzione durò da giugno 1942 all'agosto 1943 totalizzando 700 Ausf. N, tutti su scafo di vecchi modelli: furono riutilizzati 447 Ausf. L, 213 Ausf. M e 3 Ausf. J, più ulteriori trentasette carri ritirati dal fronte e riequipaggiati secondo i nuovi standard. Questa diversità fece sì che gli Ausf. N potessero caricare cinquantasei granate se basati sulla versione L o sessantaquattro se derivati dalla M. Gli esemplari prodotti a partire dal marzo all'agosto 1943 furono dotati delle Seitenschürzen e della pasta antimagnetica Zimmerit, ma a causa del peso elevato del KwK 37 non ebbero una corazzatura supplementare spaziata. Diversi esemplari realizzati nell'ultima parte del ciclo di fabbricazione ebbero la cupola dei Panzer IV Ausf. G, oppure venne modificata quella già installata mediante l'aggiunta di un portellone ad anta singola.
Il mezzo, noto anche come Sturmpanzer III, oltre a servire nei reggimenti Panzer, costituì speciali reparti di dieci unità per proteggere dalla fanteria i nove Panzer VI Tiger I che componevano gli schwere Panzerabteilung, i battaglioni di carri pesanti preposti alla distruzione delle forze corazzate avversarie. Alla vigilia della battaglia di Kursk (luglio 1943) l'Heeresgruppe Mitte e l'Heeresgruppe Süd potevano dispiegare 155 Panzer III Ausf. N.
Pare siano stati fatti studi e progetti per un'ipotetica Ausf. O, ma non vi sono prove dell'esistenza di una simile versione del Panzer III.

### Versioni modificate

#### Flammpanzer III (Sd. Kfz. 141/3)
Il tipo di lotta che si stava svolgendo a Stalingrado nell'autunno 1942 indusse i progettisti tedeschi a ideare un carro lanciafiamme (Flammpanzer) basato sul Panzer III per snidare i difensori sovietici dagli edifici; la produzione di un simile mezzo iniziò solo nei mesi iniziali del 1943, quando il grande scontro era ormai perso. Ciononostante cento Panzer III Ausf. M (matricole 77609-77708), costruiti dalla MIAG di Braunschweig, furono riarmati dalla Waggonfabrik Wegmann di Kassel con un lanciafiamme da 14 cm alimentato da due distinti serbatoi interni allo scafo che in totale contenevano 1 020 litri di carburante. Il progetto del lanciafiamme era ripreso da quello utilizzato, dalla fine del maggio 1941, per trasformare i carri francesi di preda bellica Char B1 bis in veicoli lanciafiamme e che usava come propellente azoto compresso. La lancia, lunga 1,50 metri, copriva un alzo che andava da -8º o -10° a +20º e poteva sparare ottanta fiammate della durata di due o tre o secondi efficaci entro i 36 metri (la gittata massima di circa 55 metri, raggiungibile con una pressione dell'azoto dalle 15 alle 17 atmosfere, provocava un'eccessiva dispersione). Il liquido infiammabile era pompato nella lancia a una velocità di 7,8 l/s da una pompa Koebe azionata da un motorino ausiliario a due tempi ZW 1101 della potenza di 28 CV, prodotto dalla Auto Union. L'accensione del liquido infiammabile avveniva attraverso candelette.
La parte frontale dello scafo fu rinforzata da una piastra spessa 30 mm per garantirgli ulteriore resistenza in fase di avvicinamento al bersaglio. Il Flammpanzer III era operato da un equipaggio di soli tre uomini (il comandante si occupava dell'azionamento del lanciafiamme e dell'MG 34 in torretta, mentre l'altra mitragliatrice veniva azionata dal marconista come consueto) e pesava 23,8 tonnellate.

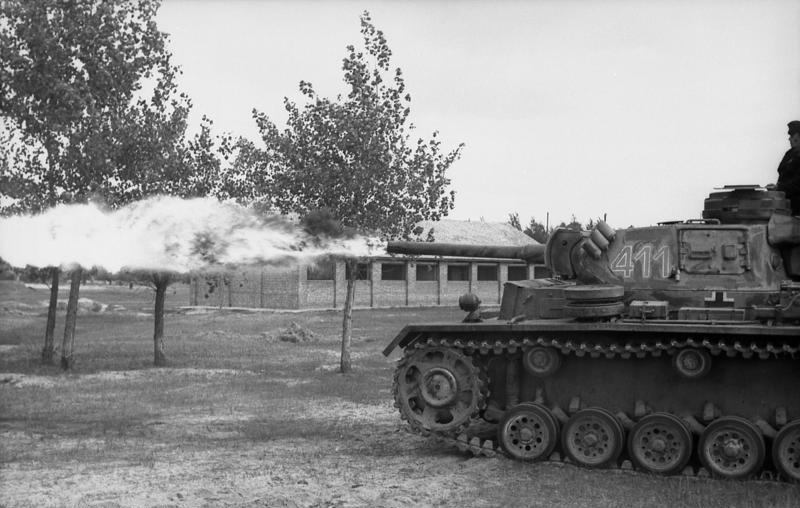
Un Panzer III della Panzergrenadier-Division Großdeutschland dotato di lanciafiamme impiega il suo armamento in Unione Sovietica. A sinistra del numero identificativo "411" sono ben visibili gli apparati lanciafumogeni, conservati durante il riarmo del carro.

I piani produttivi prevedevano il completamento di venti Panzer III lanciafiamme nel gennaio 1943, quarantacinque in febbraio e trentacinque a marzo. A causa di alcuni ritardi tuttavia i primi esemplari arrivarono a febbraio, mese in cui ne furono prodotti sessantacinque, seguiti da altri trentaquattro in marzo e dall'ultimo esemplare in aprile. Solo più tardi venne ufficializzata la denominazione di Panzerkampfwagen III (F1), numero Sd. Kfz. 141/3. Tra il marzo e il dicembre del 1943 i nuovi mezzi lanciafiamme operarono in Unione Sovietica nei ranghi della 6. Panzer-Division e della Großdeutschland, in aprile arrivarono anche alla 11. Panzer-Division e in ottobre alle 1., 14. e 24. Panzer-division; in Italia vennero consegnati in aprile alla 16. Panzer-Division e in luglio alla 26. Panzer-Division. Un esemplare servì anche nella scuola di Wünsdorf. I Flammpanzer già in servizio con l'esercito tedesco erano stati organizzati in battaglioni indipendenti sottoposti direttamente agli alti comandi, ma per i Panzerkampfwagen III (F1) si procedette a inserirli, in numero di sette unità, come normale plotone all'interno della compagnia comando dei battaglioni corazzati. Detti plotoni erano chiamati Panzer-Flamm-Zug ("plotone corazzato lanciafiamme").
Nel luglio del 1943 quarantuno esemplari presero parte alla battaglia di Kursk, ma i risultati insoddisfacenti ne fecero riconvertire trentacinque danneggiati in StuG o altri mezzi. Alla fine del gennaio 1944 il comando della 14. Panzer-Division inviò al generale Guderian una relazione sull'impiego dei propri Flammpanzer III nella zona meridionale del fronte orientale in cui era dislocata: il 36. Panzerregiment lamentava di averli potuti impiegare proficuamente in azione solo due volte, a causa delle elevate perdite dovute al terreno aperto che non offriva coperture e all'alto numero di fucili anticarro in possesso dei soldati sovietici; il fatto di doversi avvicinare molto alle posizioni nemiche prima di poter azionare il lanciafiamme aveva inoltre obbligato i reparti ad aggiungere le Schürzen per aumentare le possibilità di sopravvivenza del carro. Per questi motivi la 14. Panzer-Division assegnò i Flammpanzer III alla sorveglianza delle città, affiancati da normali carri armati dotati di cannone. A questo rapporto il comando del XXXXVII Panzerkorps ("XXXXVII Corpo corazzato, di cui la 14. Panzer-Division era parte) aggiunse di suo la conclusione che in definitiva i Panzer-Flamm-Zug non potevano essere impiegati col resto del reggimento corazzato. L'unico caso noto di un reggimento in cui il Panzer-Flamm-Zug venne elevato a livello di compagnia è quello del 26. Panzerregiment della 26. Panzer-Division, grazie all'aggiunta di semoventi d'artiglieria e di cannoni d'assalto requisiti agli italiani dopo l'8 settembre 1943. Un raro rapporto operativo di quest'unità riporta che la 1. Flamm-Kompanie entrò per la prima volta in azione il 27 novembre a Mozzagrogna, in Abruzzo, per togliere la città agli Alleati che l'avevano occupata da poco. Per l'occasione la compagnia contava cinque Flammpanzer III ed era stata rinforzata da carri convenzionali provenienti dalla 7. Panzer-Kompanie; attaccò la cittadina abruzzese alle 06:00 con il supporto di un reparto di fanteria da ricognizione, completando l'operazione in un'ora e mezza. Dopo aver lasciato la fanteria a Mozzagrogna la 1. Flamm-Kompanie si ritirò, ma nel tragitto di ritorno venne attaccata da aerei alleati che colpirono, tra gli altri, anche quattro Flammpanzer III, poi trainati lontano dalla prima linea. Della 2. Flamm-Kompanie del 26. Panzerregiment si sa invece che il 16 dicembre entrò in linea tra Ortona e Orsogna con cinque Flammpanzer III e due cannoni d'assalto. I carri armati fornirono l'appoggio ai paracadutisti tedeschi contro i nidi di mitragliatrici e un Flammpanzer III riuscì anche a distruggere un carro armato alleato mentre due Flammpanzer vennero danneggiati e dovettero essere portati via per la riparazione. Al 1º giugno 1944 risultavano operativi solo sei Flammpanzer III della 26. Panzer-Division, di cui quattro vennero poi trasformati in StuG III. In seguito a un ordine di Hitler del 27 novembre 1944 in cui si chiedeva di rendere operativi almeno venti o trenta Flammpanzer, vennero convertiti a tale scopo dieci Panzer III, inquadrati nella nuova Panzer-Flamm-Kompanie 351. Il 6 gennaio 1945, Guderian chiese al comando dell'Heeresgruppe Süd di aggregare la Panzer-Flamm-Kompanie 351 a un reggimento o battaglione corazzato e di tenerla pronta a partire per combattere a Budapest. Il 10 aprile seguente la Panzer-Flamm-Kompanie 351, ancora con l'Heeresgruppe Süd, contava quattro Flammpanzer III operativi e un altro in attesa di essere riparato.

#### Tauchpanzer

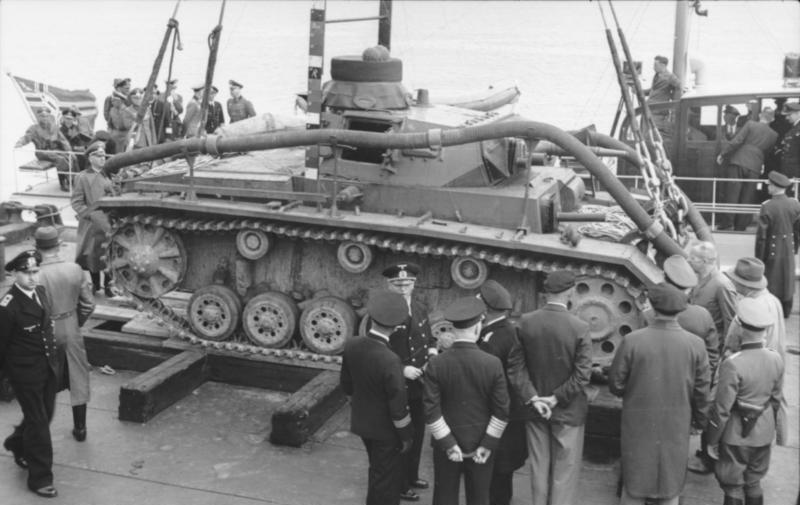
Un esemplare di Panzer III Tauchpanzer durante il collaudo sulle coste francesi della Manica nell'estate del 1940

Il Tauchpanzer ("carro sommergibile") fu progettato in previsione dell'operazione Leone marino, lo sbarco in Inghilterra che nell'estate 1940 sembrava possibile. Diversamente da quel che faranno gli Alleati, i tedeschi predisposero un carro capace di percorrere 4 chilometri alla profondità di 5-8 metri e alla velocità di 4–6 km/h. I Sonder-Panzerabteilung ("reparti corazzati speciali") dovevano essere forniti di Panzer II, III e IV immergibili (tauchfähig in tedesco); a tale fine furono prodotti kit di trasformazione per i tre tipi di carro sotto la supervisione dell'Ufficio armamenti. Per rendere possibile la marcia subacquea lo spazio tra la torretta e lo scafo fu sigillato attraverso un anello gonfiabile in gomma; la cupola del comandante, la feritoia della mitragliatrice e gli spazi necessari al brandeggio del cannone furono sigillati con guarnizioni di gomma e chiusure ermetiche dello stesso materiale furono applicate alle prese d'aria del motore; gli scarichi furono dotati di valvole di non ritorno. In caso di infiltrazioni d'acqua era comunque disponibile una pompa. L'aria necessaria all'equipaggio e all'apparato motore era fornita da un tubo flessibile lungo 18 metri, assicurato a una boa in superficie sormontata da un tubo alto 1,50 metri. Il motore del Tauchpanzer poteva funzionare sott'acqua fino a venti minuti. La Daimler-Benz modificò non più di ottanta esemplari tra Ausf. F e G, anche se per un'altra fonte i Panzer III convertiti provenivano anche dagli Ausf. H.
Fu pianificato di caricarli su appositi pontoni che li avrebbero calati in acqua a circa 2 chilometri dall'obiettivo, lasciando che arrivassero alle spiagge muovendosi sul fondale; sarebbero stati diretti via radio da un osservatore, le cui comunicazioni sarebbero state ricevute attraverso un'antenna a stilo ausiliaria installata sulla boa. Non era stato tuttavia previsto un sistema di allagamento nel caso in cui il carro si fosse bloccato per un guasto mentre si trovava in immersione, quindi la pressione idrostatica avrebbe impedito di aprire i portelli e condannato gli uomini all'interno: questa deficienza rese il mezzo estremamente impopolare fra gli equipaggi, che pure erano costituiti da volontari scelti. Quattro sezioni di questi speciali carri, formate con volontari provenienti dai reggimenti corazzati convenzionali, si addestrarono nell'isola di Sylt a partire dal luglio 1940, ma quando divenne chiaro che l'invasione non sarebbe mai avvenuta quasi tutti i Tauchpanzer furono dotati a Milowitz (Cecoslovacchia) di uno snorkel lungo 3,5 metri per il guado di fiumi; alcuni andarono alla 2ª compagnia del 35. Panzerregiment (4. Panzer-Division) e la maggior parte fu assegnata al 18. Panzerregiment (18. Panzer-Division), che li utilizzò all'inizio dell'operazione Barbarossa per l'attraversamento del fiume Bug, dopo di che furono usati come normali carri armati.

#### Bergepanzer
Fin dal 1939 alcuni Panzer III erano stati convertiti in carri soccorso (Bergepanzer), una pratica che continuò durante il conflitto adoperando gli scafi di carri radiati dalla prima linea; in totale le conversioni furono 271. Il mezzo, privo della torretta e della parte anteriore della sovrastruttura, al cui posto si trovava ora una struttura in legno a forma di scatola, era abilitato al traino di mezzi pesanti meno di 25 tonnellate ma la gru derrick di scarsa potenza di cui era dotato gli permetteva di compiere limitate operazioni di manutenzione. Nel febbraio 1945 erano efficienti ancora 130 Bergepanzer III.

#### Fahrschulwanne
Alcuni Ausf. F furono trasformati in carri-scuola (Fahrschulwanne) sostituendo la torretta con una struttura vetrata che permetteva di tenere lezioni collettive di scuola guida.

#### Minenräumpanzer
Con componenti dell'Ausf. F furono costruiti alcuni esemplari di un carro spazzamine (Minenräumpanzer): il veicolo presentava un treno di rotolamento rinforzato e un notevole aumento sia delle corazzature inferiori dello scafo, sia di quelle laterali. La torretta era invece stata rimossa e sul lato anteriore del carro era stato fissato un congegno spazzamine a rulli.

#### Transportpanzerkampfwagen
Intervenendo su Panzer III dei primi modelli, tra il 1943 e 1944 furono prodotti tre tipi di carri armati da trasporto (Transportpanzerkampfwagen) eliminando la torretta e montando sopra lo scafo una sovrastruttura in legno. Essi erano lo Schlepper III (traino artiglierie), il Munitionspanzer III (trasporto munizioni) e il Pionierpanzerwagen III (utilizzato dal genio militare): differivano fra loro solo per la sistemazione interna della camera di combattimento e della struttura per il trasporto. Lo Schlepper III era attrezzato con un cassone in legno sovrapposto allo scafo di 2250 x 1950 mm fornito di angolari. Il Munitionspanzer III presentava il vano di combattimento attrezzato per sistemare munizioni sul piano di carico ed era usato principalmente per trasportare proiettili da 88 mm in supporto ai battaglioni pesanti equipaggiati con i Panzer VI Tiger I. Il Pionierpanzerwagen III era attrezzato per trasportare rampe e altri materiali per la costruzione di ponti fino alla classe 60, ma non disponeva di attrezzature specifiche per la loro messa in opera.
In totale furono convertiti circa 150 carri di tutti e tre i tipi, il cui utilizzo fu limitato al solo fronte orientale.
Fu inoltre fabbricato, in un numero molto limitato di esemplari, lo Schützenpanzerwagen ("veicolo corazzato per fanteria"), impiegato nel 1943 unicamente sul fronte orientale forse per collaudi e sperimentazioni sul campo. Il mezzo, privo della torretta, poteva portare in battaglia una squadra di Panzergrenadier e rappresenta l'unico esempio di Panzer adattato al trasporto tattico della fanteria nel corso della seconda guerra mondiale.

#### Eisenbahnwagen
Una variante particolare del Panzer III fu lo Schienen-Kettenfahrzeug SK 1 ("veicolo su rotaia e cingoli SK 1"), costruito in due o tre unità nel tardo 1942 dalla Saurer di Vienna utilizzando gli scafi degli Ausf. N: gli furono aggiunte ruote ferroviarie, modificando il carrello e utilizzando i cingoli per il movimento delle ruote; la velocità su rotaie poteva raggiungere i 100 km/h. La prima dimostrazione del prototipo avvenne il 20 ottobre 1943.

### Varianti

#### StuG III e StuIG 33B
Il Panzer III di tutte le serie fu la base per la creazione di diversi nuovi mezzi, il più famoso dei quali fu lo Sturmgeschütz III (Sd.Kfz. 142): un cannone d'assalto semovente inizialmente pensato come supporto per la fanteria, poi evolutosi in un veicolo di contrasto dei carri armati grazie all'installazione di un 7,5 cm StuK 40 da 48 calibri (L/48); fu prodotto in circa 10 000 unità. Sugli scafi di ventiquattro Panzer III di vari modelli fu invece montato un obice sIG 33 da 150 mm nel tentativo di costruire un mezzo per appoggiare direttamente le fanterie durante i combattimenti urbani: il nuovo veicolo, denominato StuIG 33B, non ottenne molti consensi e il progetto venne bloccato.

#### Panzerbeobachtungswagen (Sd.Kfz. 143)

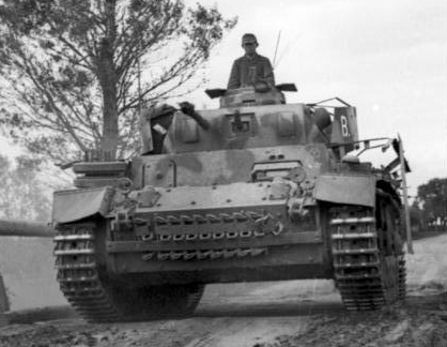
Un carro d'osservazione per l'artiglieria in Unione Sovietica: la torretta è protetta dalle Schürzen

Altra variante fu il Panzerbeobachtungswagen (PzBeobWg III - "veicolo corazzato da osservazione") con numero Sd.Kfz. 143, destinato alla direzione del tiro dell'artiglieria motorizzata che ebbe un certo sviluppo a partire dal 1943. Per fabbricarlo vennero riutilizzati scafi degli Ausf. E, F, G e H perché non erano richieste caratteristiche tecniche particolarmente avanzate. I veicoli vennero privati del cannone originale e del meccanismo di brandeggio della torretta; una finto cannone fu sistemato, in posizione decentrata a destra, in sostituzione dell'MG 34 coassiale e una MG 34 da 7,92 mm, per la difesa ravvicinata, fu montata su un supporto a sfera al centro della torretta, dove prima trovavano posto il cannone e il mantelletto esterno. La parte anteriore e posteriore dello scafo venne rinforzata con una piastra aggiuntiva da 30 mm. All'interno era stata invece fissata una tavola per carteggiare e contenere le apparecchiature di osservazione. Per la comunicazioni erano disponibili una radio trasmittente FuG 8 e una ricevente FuG 4, coadiuvate da un apparato portatile Tronisfunkgerät G utilizzabile da un osservatore fuori dal carro. L'equipaggio era formato da cinque uomini: capocarro/osservatore, aiuto osservatore, pilota, marconista e aiuto marconista. Il Panzerbeobachtungswagen fu prodotto in circa 100/262 unità e rimase in servizio dagli inizi del 1943 fino alla fine della guerra, operando nelle unità dotate di semoventi Hummel e Wespe. L'organico teorico di ogni batteria di Hummel e Wespe prevedeva due PzBeobWg III.

#### Panzerbefehlswagen (Sd.Kfz. 266, 267, 268)
Resisi conto che il carro comando (Panzerbefehlswagen) ricavato dal Panzer I era inadatto al compito che gli era stato assegnato, i tedeschi riutilizzarono gli scafi di vari modelli del Panzer III e svilupparono diversi tipi di mezzi, tutti costruiti dalla Daimler-Benz. Il numero Sd.Kfz. loro assegnato ne indicava la strumentazione e il ruolo tattico:
- Sd.Kfz. 266: apparato radio Funkgerät 6 per le comunicazioni a lunga distanza, usato per collegare il comando di battaglione con il comando di reggimento; per le comunicazioni a breve distanza adoperava una Funkgerät 2 con due antenne a filo, utilizzata per mettere in contatto il comando battaglione con quelli delle compagnie dipendenti;
- Sd.Kfz. 267: radio FuG 6 e FuG 8 (o Fug 12) con una portata di 50 chilometri, facevano sì che i comandi di reggimento potessero comunicare con quelli di divisione;
- Sd.Kfz. 268: radio FuG 6 e FuG 7 con una portata di 50 chilometri e destinato specificamente all'aerocooperazione.

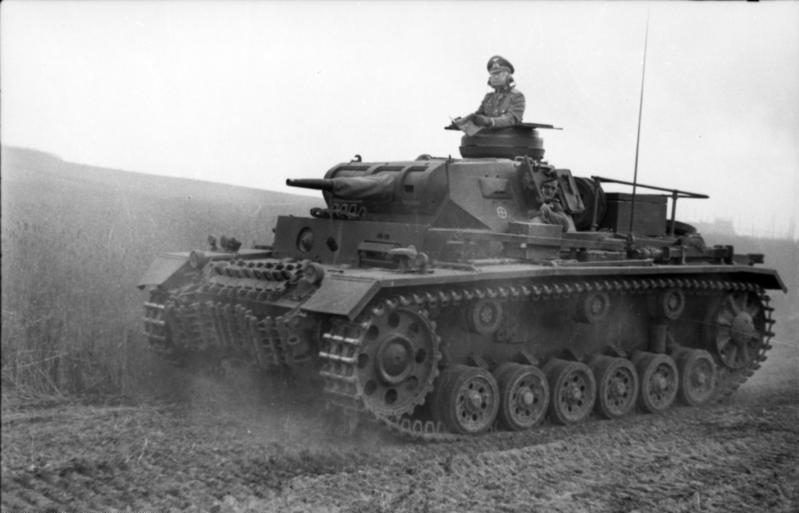
Un carro comando delle versioni più aggiornate E o H in Jugoslavia nel 1941

La prima serie di carri comando era basata sullo scafo dell'Ausf. D e ricevette la nuova denominazione Panzerbefehlswagen III Ausf. D1. Rispetto al mezzo originario era stata rimossa ogni attrezzatura interna per far posto all'equipaggiamento radio supplementare, la torretta venne bloccata longitudinalmente allo scafo e dotata sia di una mitragliatrice che di un finto cannone da 37 mm. L'antenna radio FuG 6 fu sistemata sulla copertura del motore con la tipica strumentazione "a ringhiera" e le due antenne a stilo furono montate sui fianchi della sovrastruttura. Il motore stesso era stato sostituito con il Maybach HL 120TR che sarebbe stato usato sull'Ausf. E; l'equipaggio era di cinque uomini: capocarro, pilota, marconista, aiuto marconista, ufficiale di collegamento o osservatore. Vennero prodotti in trentotto unità dal giugno 1938 al marzo 1939, numero insufficiente a soddisfare la necessità teorica di un mezzo in ogni centro di comando a livello di distaccamento, reggimento e brigata corazzata. Operarono comunque in Francia e forse anche in Polonia, ma vennero ritirati agli inizi del 1941 per problemi con le sospensioni.
Successivamente venne concepito l'Ausf. E che, basato sull'omonima versione, o su quella F, e modificato allo stesso modo dell'Ausf. D1, fu costruito tra il luglio 1939 e il febbraio 1940 in quarantacinque esemplari. Entrati in servizio nel 1940, trovarono impiego fino alla fine della guerra. Pochi mesi dopo venne introdotto l'Ausf. H, derivato dall'omonima versione: l'unica differenza con i precedenti mezzi risiedeva nel simulacro del cannone, che richiamava il KwK 38 da 50 mm. La fabbricazione avvenne in due lotti distinti: il primo tra l'estate 1940 e il settembre 1941 (145 esemplari), il secondo tra dicembre e gennaio 1942 (trenta esemplari). Grazie all'aumento della produzione fu possibile inviare a ogni comando di distaccamento e reggimento due carri comando e i distaccamenti corazzati addetti alle comunicazioni (Panzernachrichten-Abteilung) vennero riorganizzati su sette Sd.Kfz. 267 e Sd.Kfz. 268. Per l'operazione Barbarossa l'esercito tedesco poteva avvalersi di 120 carri comando tra Ausf. E e H, mentre i veicoli del secondo lotto dell'Ausf. H rinforzarono principalmente i ranghi della 25. Panzer-Division, della SS-Division "Das Reich" e della Großdeutschland. Alcuni di questi carri furono trasformati in Tauchpanzer per l'invasione dell'Inghilterra, ma poiché l'operazione venne rimandata indefinitamente furono assegnati al 18. Panzerregiment che li impiegò sul fronte orientale.

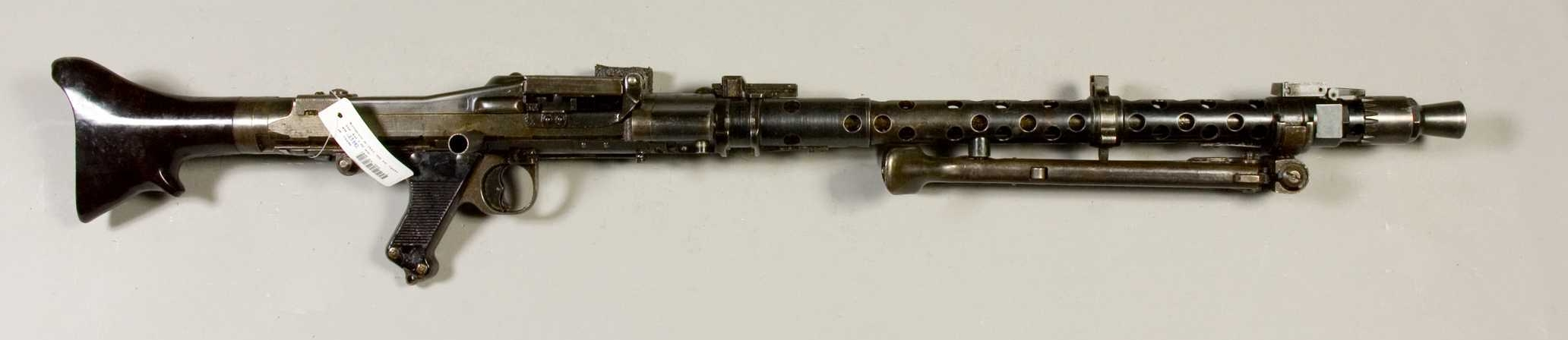
Il Panzer III aveva in dotazione per la difesa ravvicinata le mitragliatrici MG 34 calibro 7,92 mm, installate in un numero variabile a seconda delle versioni e delle varianti del carro

Le perdite sofferte tra il 1939 e il 1941 furono molto elevate in confronto al numero di esemplari usati, quindi il programma Panzerbefehlswagen subì una modifica sostanziale: fu richiesto un carro comando in grado di operare alla bisogna come mezzo da combattimento. Il PzBefWg III Ausf. J fu il primo modello ad aderire alle nuove esigenze: ottenuto dall'omonima versione armata del KwK 38 senza però la mitragliatrice nello scafo, montava le apparecchiature radio supplementari al posto di alcune riservette di munizioni. L'apparecchiatura radio installata su tutti i carri fu la FuG 5 per i contatti a breve distanza, la stessa in dotazione ai carri del comando di battaglione (Sd.Kfz. 266). La più potente FuG 12, superiore anche alla FuG 8, era impiegata per i mezzi del comando reggimento (Sd.Kfz. 267) grazie alla portata di 80 chilometri, mentre la FuG 7 era l'equipaggiamento standard dei carri preposti all'aerocooperazione (Sd.Kfz. 268). Tra agosto e novembre 1942 vennero fabbricati ottantuno esemplari, poi nel gennaio 1943 l'Ufficio armamenti dispose che non si producesse più nessun nuovo Panzerbefehlswagen, cosicché da marzo fino a settembre riprese la pratica di riconvertire i mezzi danneggiati, cosa che coinvolse 104 Ausf. J di entrambe le serie: ciò spiega perché i carri comando Ausf. J potevano avere l'uno o l'altro cannone da 50 mm. Il PzBefWg III Ausf. J andò a equipaggiare numerosi distaccamenti corazzati addetti alle comunicazioni, inclusi quelli delle nuove 1. SS-Panzer-Division "Leibstandarte SS Adolf Hitler", 2. SS-Panzer-Division "Das Reich", 3. SS-Panzerdivision "Totenkopf" e 5. SS-Panzer-Division "Wiking". L'ultimo carro comando fu l'Ausf. K, derivato dal modello M e costruito in cinquanta esemplari tra dicembre 1942 e febbraio 1943, sebbene la Daimler avesse dovuto posporne e limitarne la produzione in favore degli Ausf. H e J. Dotato di numerosi visori aggiuntivi, con un mantelletto più piccolo e privo della mitragliatrice coassiale, mantenne il cannone KwK 39 L/60 e restò in servizio fino alla metà del 1944.
È infine documentato anche un carro centro radio ricavato da un Ausf. N.

#### Panzer III/IV
Il progetto del Panzer III/IV nacque dalla considerazione che Panzer III e Panzer IV presentavano forti analogie costruttive, per cui nel settembre 1941 le autorità militari naziste incominciarono a valutare la possibilità di mettere in produzione un carro che partendo da una base comune potesse essere adattato ai diversi ruoli con minimi cambiamenti. Ci si aspettava in tal modo di realizzare notevoli economie nella produzione, nella manutenzione e nell'addestramento degli equipaggi. I mezzi derivati, il carro Panzer III nA (neuer Art) e il cacciacarri Panzerkampfwagen IV nA, dovevano differire solo per l'armamento principale e dovevano essere dotati di una corazza da 50 mm e una torretta ad azionamento idraulico. Furono costruiti alcuni prototipi utilizzando la torretta del Panzer III e un cannone da 50 mm. Il progetto venne abbandonato poiché non era stato impostato secondo i requisiti per la corazzatura e l'armamento, considerati ormai indispensabili sulla base dell'esperienza maturata sul fronte orientale.

## Altri utilizzatori
Bulgaria - Suhopătni vojski na Bălgarija
- Ricevette dieci Ausf. N messi in forza alla Bronirana brigada.

 Cecoslovacchia - Československá lidová armáda
- Nel dopoguerra adoperò una piccola aliquota di Panzer III, tra i quali quattro mezzi lanciafiamme ricostruiti.

 Croazia - Hrvatsko domobranstvo
- Comprò alcuni Ausf. L e Ausf. N.

 Italia - Regio Esercito
- Ricevette dalla Germania nel 1943 una dozzina di Ausf. N (oltre ad altrettanti StuG III Ausf. G) per equipaggiare la 1ª Divisione corazzata "M"; i mezzi non entrarono mai in azione con le forze italiane e dopo l'armistizio di Cassibile tornarono alle unità tedesche.

 Norvegia - Hæren

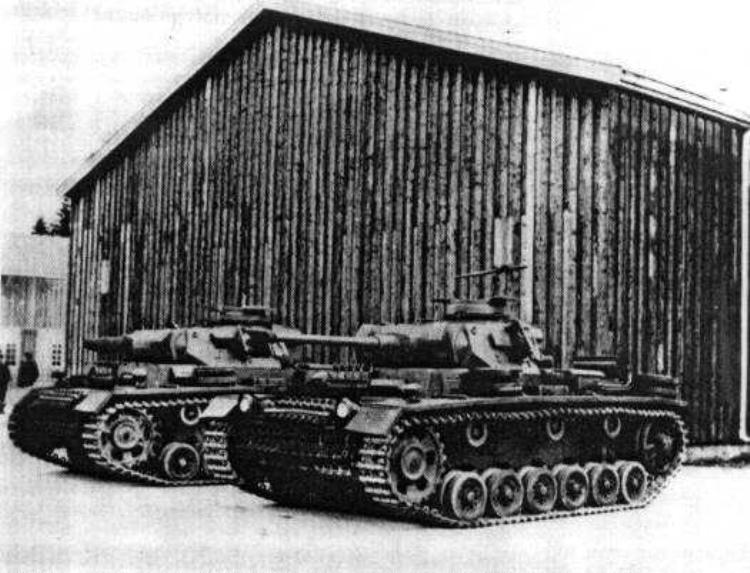
Due Panzer III norvegesi, ridenominati localmente Stridsvogn KM-III

- Nel dopoguerra fece uso di circa trentadue esemplari ex-tedeschi (Stridsvogn KM-III nella nomenclatura norvegese) assieme ad alcuni Sturmgeschütz III; la maggior parte dei mezzi fu radiata dal servizio attivo a partire dal 1951.[116]

 Romania - Forțele Terestre Române
- Ricevette undici Ausf. N dati in forza alla Divizia 1 Blindată.

 Slovacchia - Pozemné sily Slovenskej republiky
- I tedeschi le cedettero sette Ausf. N.

 Turchia - Türk Kara Kuvvetleri
- Ordinò un lotto di cinquantasei veicoli ma la guerra in corso impedì la transazione, anche se forse tra le venti e le ventidue unità furono consegnate.

 Ungheria - Magyar királyi honvédség
- Fu il primo tra gli Stati alleati o ideologicamente vicini al Terzo Reich a ricevere i Panzer III, in numero di dieci, dati in forza alla 1. magyar páncéloshadosztály schierata sul fronte orientale.[5]

 Unione Sovietica - Armata Rossa
- Due Panzer III furono venduti ai sovietici nel 1940, durante il periodo di alleanza tra URSS e Germania (a seguito del patto Molotov-Ribbentrop), e furono impiegati dai sovietici per test comparativi con i primi esemplari di T-34: le prove rivelarono che il Panzer III aveva una velocità superiore, era più silenzioso, aveva un abitacolo più ampio e comodo e una manutenzione più semplice; di contro il T-34 poteva vantare un armamento migliore e la maggiore protezione offerta dalla corazza frontale inclinata. Dopo l'attacco tedesco contro l'Unione Sovietica le elevate perdite in carri armati portarono l'Armata Rossa a utilizzare alcuni Panzer III catturati sotto il nome di T-3: nel luglio 1945 vi erano ancora trentuno unità in servizio e sessantasette in riparazione.[117][118] Dopo la battaglia di Stalingrado l'Armata Rossa si impadronì di un gran numero di Panzer III che, non potendo più essere utilizzati come veicoli da combattimento per la corazzatura e l'armamento ormai inadeguati, furono rimessi in servizio come cacciacarri leggeri sotto il nominativo di SU-76i, rimuovendo la torretta e sostituendola con una casamatta corazzata di 60 mm di spessore armata con il cannone anticarro sovietico da 76,2 mm. In tal modo furono realizzati, presso l'impianto numero 37 di Mosca, circa 201 SU-76i partendo dagli scafi di Panzer III, IV e StuG III, che presero parte alle battaglie contro le forze dell'Asse. L'unico SU-76i sopravvissuto è oggi usato come monumento a Sarny, in Ucraina.[119]

### Sitografia
- Achtungpanzer.com - Panzer III, su achtungpanzer.com. URL consultato il 21 febbraio 2012 (archiviato dall'url originale il 7 agosto 2011).
- Historyofwar.org - Panzer III, su historyofwar.org.